# One Piece (temporada 20)
Aquesta llista inclou la vintena temporada de la sèrie de televisió d'anime One Piece, produïda per Toei Animation, dirigida per Kōnosuke Uda i basada en el manga homònim d'Eiichirō Oda.
La vintena temporada es titula país de Wano (ワノ国 編 Wano kuni hen?) I agrupa els episodis a partir del 892. Fugint de les urpes de l'emperadriu Big Mom, en Ruffy i els seus companys es reuneixen amb els altres membres de la tripulació del Barret de Palla al País de Wano, amb la intenció d’ajudar a Momonosuke a recuperar la seva nació caiguda en mans d’un altre dels quatre emperadors, Kaido. Els episodis s’emeten a Fuji TV a partir del 5 de juliol de 2019.

## Llista d'episodis
| # | Títol en català | Data d'estrena al Japó | Data d'estrena a Catalunya |
| --- | --- | ---------------------- | -------------------------- |
| 892 | El país de Wano! Cap al país dels cirerers i samurais balladors Wa no Kuni! Sakuramau samurai no kuni e (ワノ国! 桜舞うサムライの国へ)                                | 7 de juliol de 2019    | -                          |
| A la direcció de Kin'emon Zoro, Franky, Usopp i Robin s'han infiltrat al país de Wano amb identitats fictícies: Zoro és un ronin, Franky treballa de fuster, Usopp com a venedor i Robin com a geisha. Zoro és acusat de ser un assassí, arrestat i obligat pel magistrat a cometre seppuku. Abans d'acabar-lo, s'adona que el mateix magistrat és l'autèntic assassí i el mata amb una poderosa pestanya del ganivet que li van donar per suïcidar-se. Mentrestant, en Ruffy es desperta sol a la platja amb el Sunny encallat no gaire lluny i escolta un soroll que s'acosta. | |                        |                            |
| 893 | Apareix O-Tama - en Ruffy contra l'exèrcit de Kaido! O-Tama tōjō - Rufi tai Kaidō-gun! (お玉登場 ルフィVSカイドウ軍！)                                                | 14 de juliol de 2019   | -                          |
| Quan Zoro es desfà dels guàrdies presents i s'esvaeix convertint-se en un home buscat, en Ruffy veu un gos gegant i un babuí gegant que arriben a la platja enfrontats. Dos homes també arriben al lloc i ataquen en Ruffy, però ell els derroca amb facilitat. Els dos ordenen al babuí que el matin, però en Ruffy utilitza Ambition per sotmetre'l, descobrint que els dos havien capturat una nena acusada de ser partidària del clan Kozuki. Aquest darrer, anomenat O-Tama, treu un dango de la galta i l'alimenta al babuí, fent-lo fidel als seus manaments. | |                        |                            |
| 894 | Coming - The Legend of Ace al país de Wano! Kanarazu kuru - Wa no Kuni no Ēsu densetsu! (必ず来る ワノ国のエース伝説！)                                               | 21 de juliol de 2019   | -                          |
| Després d'assegurar el Sunny, O-Tama porta a en Ruffy a la casa on viu amb el seu amo, el ferrer d'espases Tenguyama Hitetsu, i li prepara un àpat per donar-li les gràcies i després marxar un moment. Hitetsu arriba immediatament després i ataca en Ruffy acusant-lo d'haver menjat el menjar que li devien a O-Tama, però la nena intervé per explicar el malentès, de sobte se sent malament per haver begut l'aigua del riu. Hitetsu explica que el riu està contaminat per les fàbriques de Kaido i que el pirata X Drake, sota les seves ordres, va destruir el poble una mica més d'un any abans. Ara la capital és l'únic lloc que no és un erm, però els dos encara hi viuen esperant el retorn del pirata Ace. En Ruffy els revela que malauradament esperen en va ja que l'Ace és mort i Hitetsu li explica que, naufragat a l'illa, l'Ace els va ajudar quatre anys abans durant una fam. Mentrestant, Basil Hawkins, també subordinat de Kaido, va a investigar els soldats derrotats per en Ruffy. | |                        |                            |
| 895 | Saga especial! Cidre, el caçador de recompenses més fort Tokubetsu-hen! Saikyō no shōkin kari Shīdoru (特別編！ 最強の賞金狩りシードル)                               | 28 de juliol de 2019   | -                          |
| (no del manga, especial de One Piece: Estampida) El pirata Festa contacta amb el caçador de recompenses Cidre, dient-li que Douglas Bullet i Monkey D. Ruffy estaran presents al proper Festival Pirata. Cidre respon que ja s'encarrega d'aquest últim, de fet els seus homes ataquen el Sunny al mig del mar mitjançant tecnologies basades en la carbonatació. En Ruffy i la seva tripulació, trobats en problemes, utilitzen el Coup de Burst per escapar de l'emboscada i arribar a una illa propera per repostar amb cola. En Ruffy s'ofereix a fer la missió de tenir l'oportunitat d'explorar l'illa, rica en fonts d'aigua amb gas; és dirigit a la fàbrica de cola, però se li diu que està en mans del gremi de Cidre. Pel camí, en Ruffy torna a ser atacat pels caçadors de recompenses de Cidre i, a trets, acaba en un bany termal on coneix la Boa Hancock. Els dos són atacats pels caçadors de recompenses de Cidre dirigits per Ginger que, arraconats pels dos, els fa retirar-se omplint l'aire de diòxid de carboni. En Ruffy i en Hancock es dirigeixen a la fàbrica, on són enfrontats per Cidre i els seus homes. | |                        |                            |
| 896 | Saga especial! Xoc! En Ruffy contra el rei de la carbonatació Tokubetsu-hen! Kessen! Rufi tai tansan-ō (特別編！ 決戦！ルフィVS炭酸王)                                | 4 d'agost de 2019      | -                          |
| (no del manga, especial de One Piece: Estampida) En Ruffy i en Hancock s'enfronten contra Cidre i Guarana, per unir-se només a les germanes de Ginger i Hancock. El gremi de Cidre decideix retirar-se a la fàbrica i, mentre Hancock derrota fàcilment a Ginger i Guarana per fora, en Ruffy arriba a Cidre per dins, on ha vestit el seu equip més fort. Després d'un breu enfrontament, en Ruffy s'imposa a l'adversari i agafa la invitació al Festival Pirata que tenia amb ell. En Ruffy i la seva tripulació, després de concertar una cita amb Hancock al Festival Pirata, carreguen la cola necessària i es dirigeixen cap allà, descobrint que hi haurà un esdeveniment relacionat amb el tresor de Roger. Mentrestant, Festa preveu l'inici del Festival que el portarà a dominar el món, mentre que les altres Onze Supernoves es dirigiran al Festival. | |                        |                            |
| 897 | Estalvieu O-Tama - Barret de palla al desert! O-Tama sukue - Mugiwara kōya o kakeru! (お玉救え 麦わら荒野を駆ける！)                                                  | 11 d'agost de 2019     | -                          |
| Ruffy porta O-Tama i una espasa amb ell per anar a buscar un metge i una mica de menjar. Hitetsu li adverteix que l'espasa que ha pres és una espasa maleïda, el Nidai Kitetsu, però ignora les advertències. En Ruffy i O-Tama, a la part posterior del gos gegant Komachiyo, surten del bosc de bambú, observant que hi ha un terreny erm habitat per ferotges bèsties que, bevent aigua contaminada, no poden alimentar O-Tama. Al llarg del camí, els dos topen amb Zoro, que acaba de salvar una dona sent perseguida per dos subalterns de Kaido. A mesura que actualitzen els esdeveniments recents, se'ls uneix Basil Hawkins que els reconeix i es prepara per confrontar-los amb els seus homes. | |                        |                            |
| 898 | L'estrel · la! Apareix el mag Hawkins Shin'uchi! Majutsushi Hōkinsu tōjō (真打ち! 魔術師ホーキンス登場)                                                               | 18 d'agost de 2019     | -                          |
| Hawkins desferma els seus subalterns contra en Ruffy i en Zoro que, no obstant això, els derroten amb facilitat. Aquest últim talla Hawkins al cap, però el cop fa fer mal a un altre subordinat gràcies als poders de la palla de palla Hawkins Fruit del diable. En trobar-se amb dificultats, convoca un fetitxe gegant i comença a extreure cartes per activar efectes potents que superen les seves possibilitats, però que també suposen un risc de desavantatge: la primera carta converteix de fet un dels seus subordinats contra els altres. Mentrestant, Komachiyo, en adonar-se que O-Tama empitjora, s'emporta en Ruffy i en Zoro i fuig de la batalla; Mentrestant, Hawkins ha extret una segona carta i desencadena el fetitxe gegant contra ells. | |                        |                            |
| 899 | Inevitable Defeat - The Straw Man Onslaught! Haiboku kakutei - Sutorō man no mōkō! (敗北確定 ストローマンの猛攻！)                                                    | 25 d'agost de 2019     | -                          |
| El fetitxe gegant ataca en Ruffy i els altres, però Zoro se li posa de peu i finalment aconsegueix destruir-lo, ferint en conseqüència a Hawkins que, però, torna a transferir el dany als seus subordinats. Sorteja una nova carta descobrint que algú ajudarà els tres, ara lluny. En Ruffy i els altres, de fet, van arribar a una cruïlla de camins i van descobrir que O-Tsuru, la dona salvada per Zoro, havia romàs amagada a la cua de Komachiyo fins aleshores; la dona els convida a anar a la seva casa de te per donar a O-Tama una tisana curativa. Mentrestant, al poble de Kuri, la minyona O-Kiku és assetjada per la yokozuna Urashima que la insta a casar-se amb ell, però són interrompudes per l'arribada d'en Ruffy i els altres. Urashima se'n va i O-Tsuru prepara la infusió curativa. Mentrestant, no gaire lluny, els pirates Heart detecten en Ruffy i en Zoro i es preparen per avisar el seu capità Trafalgar Law. Mentrestant, a Onigashima, Kaido espera alguna cosa en silenci. | |                        |                            |
| 900 | El millor dia - el primer oshiruko d'O-Tama Saikō no hi - O-Tama hajimete no oshiruko (最高の日 お玉初めてのおしるこ)                                                 | 1 de setembre de 2019  | -                          |
| O-Tama es recupera gràcies a la infusió i, veient-la famolenca, O-Tsuru li ofereix menjar fent-la molt feliç. Llavors, la dona explica a en Ruffy i en Zoro, sentint que són estrangers, que fins vint anys abans el país estava governat per la família Kozuki i Oden els vigilava des del castell al turó proper. Ara la ciutat de Kuri es coneix com la "ciutat de les restes" perquè sobreviu de les restes de la propera ciutat de Bakura, on viuen els funcionaris del nou shogun, Orochi. Mentre parlen, de sobte són atacats per un arquer sota Kaido i, mentre estan ocupats amb la lluita contra ell, un altre segresta a O-Tama que la condueix cap a Bakura. | |                        |                            |
| 901 | Entrant al territori enemic - la ciutat de Bakura, on prosperen els oficials! Tekijin totsunyū - Yakunin habikoru Bakura-chō! (敵陣突入 役人はびこる博羅町!)          | 8 de setembre de 2019  | -                          |
| Restringit per l'arquer, en Ruffy i en Zoro van sortir a l'esquena de Komachiyo per rescatar O-Tama, acompanyats d'O-Kiku, que revela que en realitat és un samurai molt coneixedor dels homes de Kaido. Mentrestant, O-Tama és dirigit per Holdem, un oficial de Kaido amb un cap de lleó sensible a l'estómac, que la pregunta per saber quin poder ha domesticat el babuí traient una bola de la galta. La nena, conscient que el seu poder seria molt convenient per a l'enemic, es nega a parlar i Holdem intenta forçar-la amb les tenalles. Mentrestant, Trafalgar Law, alarmat per la seva tripulació de la sortida en Ruffy, es prepara per unir-se a ell per aturar-lo. Mentrestant, en Ruffy, en Zoro i l'O-Kiku arriben a les portes de Bakura intentant superar els guàrdies. | |                        |                            |
| 902 | Apareix Yokozuna - l'invencible Urashima persegueix O-Kiku! Yokozuna tōjō - O-Kiku nerau muteki no Urashima! (横綱登場 お菊狙う無敵の浦島!)                           | 15 de setembre de 2019 | -                          |
| Utilitzant l'Ambició, en Ruffy s'elimina dels guàrdies i juntament amb Zoro i O-Kiku s'aventuren a la ciutat a la recerca d'O-Tama. Els tres arriben a un ring on Urashima disputa partits de sumo; veu a O-Kiku i creu que ha vingut a casar-se amb ell, així que fa que els seus menuts la portin al ring. Però quan intenta besar-la, O-Kiku l'evita i li talla els cabells, humiliant-lo; furiós, el yokozuna la llança contra ella, però en Ruffy intervé al ring i frena el cop d'Urashima. | |                        |                            |
| 903 | Una decisiva lluita de sumo - barret de palla contra el yokozuna més fort! Sumō kessen - Mugiwara tai saikyō no yokozuna! (相撲決戦 麦わらVS最強の横綱!)              | 22 de setembre de 2019 | -                          |
| En Ruffy s'enfronta a Urashima en un partit de sumo. Després d'esquivar fàcilment els seus atacs, el colpeja amb un fort cop, derrocant-lo a la casa on Holdem intenta descobrir el poder d'O-Tama i el destrueix. Mentrestant, en Ruffy, flanquejat per O-Kiku i Zoro, que és reconegut com l'assassí del magistrat, va reclamar trucar al cap de la ciutat per recuperar O-Tama. | |                        |                            |
| 904 | Enutja d'en Ruffy - salva O-Tama del perill! Rufi gekido - Pinchi no O-Tama o sukue! (ルフィ激怒 ピンチのお玉を救え!)                                                 | 29 de setembre de 2019 | -                          |
| En Ruffy, en Zoro i l'O-Kiku són atacats pels samurais i els homes de Kaido, que són fàcilment derrotats. Mentrestant, una caravana plena de menjar escortada per l'oficial Speed nota el caos causat a la ciutat. Quan Law i els seus homes arriben a la ciutat, s'adonen que la situació es deteriora, Hawkins és avisat pels seus homes i ell també torna a la ciutat per enfrontar-se a en Ruffy. Mentrestant, Holdem arriba a en Ruffy i amenaça amb aixafar a O-Tama a les mandíbules del lleó a la panxa. | |                        |                            |
| 905 | Recupera O-Tama: lluita aferrissada! Holdem! O-Tama dakkan - Gekitō! Hōrudemu-sen! (お玉奪還 激闘! ホールデム戦!)                                                     | 6 d'octubre de 2019    | -                          |
| O-Kiku adverteix a Ruffy i Zoro que desafiar a Holdem significa desencadenar la ira de Jack, explicant-los que tot i el que li va passar a Zou, va reaparèixer uns dies abans al país. La caravana de menjar escortada per Speed arriba a la zona, de manera que en Ruffy i en Zoro decideixen actuar de totes maneres: mentre aquest, juntament amb O-Kiku, s'enfronten als guardes i prenen possessió del vagó amb les provisions, en Ruffy salva a O-Tama de les mandíbules del lleó. I agafa Holdem. Mentrestant, Law intercepta a Hawkins bloquejant-li el camí, mentre que en Ruffy, en assabentar-se que Holdem ha fet mal a O-Tama, el colpeja amb un fort cop derrotant-lo. | |                        |                            |
| 906 | Duel - El mag i el cirurgià de la mort! Ikkiuchi - Majutsushi to shi no gekai! (一騎打ち 魔術師と死の外科医!)                                                         | 13 d'octubre de 2019   | -                          |
| En Ruffy i l'O-Tama salten a l'esquena de Speed, que la noia aconsegueix fer al seu criat fent-li menjar un dels seus dango. Els tres fugen de l'escena i es posen al dia amb Zoro, O-Kiku i Komachiyo que ja marxen amb subministraments. Mentrestant, Law intenta neutralitzar Hawkins sense revelar-se, però els seus cops afecten els seus subordinats i l'adversari el reconeix. Law es desfà dels altres enemics i xoca amb Hawkins, però la baralla s'interromp quan aquest rep la notícia que Holdem ha estat derrotat i, per tant, Jack ha estat alertat. El vagó amb les provisions aviat irromp en l'escena que va sortir de la ciutat, de manera que Law puja a bord i es dirigeix furiós cap a Zoro per no seguir el pla. | |                        |                            |
| 907 | Romance Dawn Romansu Dōn (ROMANCE DAWN (ロマンスドーン)) | 20 d'octubre de 2019   | -                          |
| (Especial de 20 anys) | |                        |                            |
| 908 | Arriba el vaixell del tresor - en Ruffytaro li torna el favor! Takarabune tōrai - Rufitarō no ongaeshi! (宝船到来 ルフィ太郎の恩返し！)                               | 27 d'octubre de 2019   | -                          |
| En Ruffy i els altres tornen a la "ciutat de les restes", oferint als habitants la gran quantitat de menjar robat a Bakura i alimentant-los. Law recorda als altres que han de marxar abans que els homes de Kaido s'uneixin i els proposa anar a la muntanya propera on es troben les ruïnes del castell d'Oden. En Ruffy saluda a O-Tama que torna a Amigasa a l'esquena de Speed i ell també se'n va amb Zoro, O-Kiku i Law. Mentre viatja, aquest últim diu preparar-se per conèixer els fantasmes del país de Wano: entre les ruïnes hi ha les tombes de Momonosuke, Kin'emon i els altres servents d'Oden. | |                        |                            |
| 909 | Una làpida misteriosa - reunió a les ruïnes del castell d'Oden! Nazo no bohyō - Oden-jō ato de no saikai! (謎の墓標 おでん城跡での再会！)                             | 10 de novembre de 2019 | -                          |
| Zoro es queda enrere per enfrontar-se a un tigre que amenaça el grup, mentre que en Ruffy amb en Law i l'O-Kiku arriba a les ruïnes del castell, trobant amb sorpresa les tombes de Momonosuke, Kin'emon i els altres. Mentrestant, Robin, d'incògnit com a geisha, sent el dir al canviant que vint anys abans, mentre cremava el castell d'Oden, la seva dona va profetitzar que els subalterns del seu marit, les Nou Envoltures Vermelles, tornarien per venjar-se després de vint anys exactament El shogun Orochi és inquiet. Mentrestant, en Ruffy se suma a Momonosuke, Kin'emon, Sanji i els altres companys que han vingut amb ell al vaixell. Kin'emon en aquest moment explica a en Ruffy i als seus companys una veritat sorprenent: ell, Momonosuke, Kanjuro, Raizo i O-Kiku provenen del passat Wano vint anys abans. | |                        |                            |
| 910 | Un samurai llegendari - l'home admirat per Roger! Densetsu no samurai - Rojā ga horeta otoko! (伝説の侍 ロジャーが惚れた男!)                                          | 17 de novembre de 2019 | -                          |
| Kin'emon explica com Oden, fill del shogun Sukiyaki, va ser exiliat de la capital, però va alliberar la regió de Kuri dels bandits que la van infestar, prenent-los pel camí correcte i se li va donar el títol de daimyō. Mentrestant, mentre Storm Dog recorda com ell i Cat-Viper van ser trobats a la platja quan eren nens i rescatats per Oden, Zoro derrota el tigre i arriba a un port. Kin'emon continua la història dient que vint anys abans Orochi i Kaido van prendre el poder a Wano i van fer executar a Oden, acusant-lo falsament de ser un criminal. Mentre Storm Dog i Viper Cat van ser capturats pels homes d'Orochi, Kin'emon, Kanjuro, Raizo i Kiku es van dirigir al castell d'Oden, trobant-lo en flames. Allà Toki, l'esposa d'Oden, els va confiar Momonosuke i els poders de la fruita Toki Toki els va transportar vint anys cap al futur, on van trobar que el país de Wano havia canviat radicalment, però amb gent preparada per lluitar per la família Kozuki. | |                        |                            |
| 911 | Derrotar l'Emperador - comença l'operació de màxim secret Datō Yonkō - Gokuhi uchiiri sakusen hatsudō (打倒四皇 極秘討ち入り作戦発動)                                 | 24 de novembre de 2019 | -                          |
| Els fidels de la família Kozuki van dir que Toki, abans de morir, havia fet una profecia que després de vint anys el Kozuki tornaria a venjar-se. Així doncs, Kin'emon, Momonosuke, Raizo i Kanjuro van deixar Wano per buscar ajuda als visons de Zou, però durant la travessia es van separar, aterrant primer a Dressrosa i després a Punk Hazard, on els seus camins es van entrellaçar amb la tripulació del Barret de Palla. Al final de la història, Kin'emon explica que el seu pla és atacar la propera illa d'Onigashima, on resideix Kaido, durant el festival del foc, quan Kaido, Orochi i els seus aliats estaran a Onigashima per celebrar-ho. Reparteix tasques a en Ruffy i als altres com va fer amb els seus altres companys per preparar-se per l'assalt, i després els presenta a Shinobu, un veterà de mitjana edat Kunoichi. Els demana que trobin i portin al seu costat també les tres fundes vermelles desaparegudes: Ashura Doji, Kawamatsu i Denjiro. | |                        |                            |
| 912 | Home més fort: el líder del bandoler: Shutenmaru! Saikyō no otoko - Tōzoku-dan tōryō: Shutenmaru! (最強の男 盗賊団棟梁・酒天丸！)                                     | 1 de desembre de 2019  | -                          |
| A petició de Sanji, Kin'emon explica que Oden va derrotar Ashura Doji i aquest li va jurar fidelitat, però ara torna a ser líder dels bandits i es fa dir Shutenmaru. Mentrestant, aquest arriba al poble de Kuri per robar els habitants del menjar donat per en Ruffy, però se li uneix Jack que li recorda que va ser estalviat perquè Kaido vol que es converteixi en el seu subordinat. En resposta, Shutenmaru l'ataca i els dos comencen un enfrontament violent que, de sobte, és interromput per alguna cosa que baixa dels núvols foscos del cel: Kaido, transformat en un colossal drac xinès amb els seus poders, arriba al lloc demanant a Jack que el porti. En Ruffy i els altres. | |                        |                            |
| 913 | All Annihilated - Kaido Furious Boro Breath! Zen'in shōmetsu - Kaidō ikari no Boro Buresu! (全員消滅 カイドウ怒りのボロブレス！)                                      | 8 de desembre de 2019  | -                          |
| En veure que amenaça a Kuri, en Ruffy corre a la trobada amb Kaido, seguit de Law, que té la intenció d'evitar que deixi descobrir els altres i el seu pla. Kin'emon, també, en assabentar-se que la seva dona O-Tsuru hi és, hi va, seguit per O-Kiku. Mentrestant, Shutenmaru es retira i Kaido, en notar-ho, el segueix, propagant la destrucció només amb el seu moviment. Hawkins arriba a l'escena i li explica que en Ruffy i els altres s'amaguen a les ruïnes del castell d'Oden, ignorant que sigui la veritat. Aleshores, Kaido s'acosta a les ruïnes i llança un feix devastador des de les mandíbules que arrasa les ruïnes on encara queden Sanji i els altres, deixant a en Ruffy i els altres atemorits. | |                        |                            |
| 914 | Clash at Last - Furious Ruffy vs Kaido Tsuini gekitotsu - Mōkō Rufi tai Kaidō (遂に激突 猛攻ルフィVSカイドウ)                                                         | 15 de desembre de 2019 | -                          |
| Furiós, en Ruffy llança contra Kaido i llença un cop de puny poderós, fent-lo caure al terra. Mentre es posa dret, en Ruffy troba Speed ferit a la ciutat que li diu que mentre portaven O-Tama van ser atacats pel mateix Kaido. Law els arriba intentant dissuadir a en Ruffy perquè no es noti, però atreu l'atenció de Kaido i els dos comencen a lluitar: aprofitant la seva agilitat, en Ruffy aconsegueix evitar els atacs i lliurar una sèrie de cops a l'adversari. | |                        |                            |
| 915 | Destrucció! L'atac dels rugits del tro! Hakai-teki! Ichigeki hissatsu no raimei hakke! (破壊的！一撃必殺の雷鳴八卦！)                                                 | 22 de desembre de 2019 | -                          |
| En Ruffy aconsegueix fer caure a Kaido, que, però, reprèn la forma humana i s'aixeca. En Ruffy activa el Gear Fourth i torna a colpejar-lo, enviant-lo de nou a terra, però l'emperador es torna a aixecar i colpeja en Ruffy amb la seva porra, derrotant-lo amb un sol cop. Law és testimoni de l'escena intentant utilitzar els seus poders per escapar amb en Ruffy, però és interceptat per Hawkins que el colpeja amb una punta d'agamaltolita que l'obliga a fugir. | |                        |                            |
| 916 | Life in Hell - el lloc d'humiliació d'en Ruffy Iki-jigoku - Rufi kutsujoku no dai saikutsu-jō (生き地獄 ルフィ屈辱の大探掘場)                                         | 5 de gener de 2020     | -                          |
| En Ruffy és capturat mentre O-Kiku torna al cim de la muntanya i descobreix que Sanji i els altres estan segurs gràcies als poders de Shinobu que els van fer enfonsar-se al terra evitant l'atac de Kaido. Mentrestant, mentre Inuarashi i els seus mosqueters troben a O-Tama ferit i la porten a la seva seguretat, Franky, Robin, Usopp i Zoro s'assabenten que en Ruffy ha estat derrotat. Aquest últim és portat a la presó d'Udon, on és llançat a la cel·la juntament amb Kid, també presoner i desitjós de venjar-se contra Kaido. | |                        |                            |
| 917 | La terra sagrada en plena convulsió - el riure sense por de l'emperador Barba Negra Seichi gekidō - Futeki ni warau Yonkō Kurohige (聖地激動 不敵に笑う四皇黒ひげ)    | 12 de gener de 2020    | -                          |
| A l'illa de Kuraigana, Perona llegeix notícies sobre Moria als diaris i decideix deixar la casa de Dracule Mihawk per anar a buscar-lo. Mentrestant, en un altre lloc, Moria ataca l'illa on es troba Barbanegra amb els seus zombies, afirmant veure Absalom, de qui no ha sabut res des que hi va arribar. Poc després Moria veu a Absalom que el tranquil·litza, però poc després és sorprès per un enemic invisible: Shiryu of the Rain. Moria reconeix els poders del seu amic en adonar-se que els pirates de Barbanegra el van matar per robar-los: el que havia vist poc abans, de fet, és Catarina Devon, que canvia d'aspecte gràcies als poders del seu fruit del diable. En Barbanegra es dirigeix a Moria per instar-lo a unir-se a ell i preguntar-li si ha sabut les últimes notícies: durant la Reveria Sabo i els comandants de l'exèrcit revolucionari es van enfrontar amb els almiralls Fujitora i Ryokugyu per salvar Kuma Bartholomew. Mentrestant, s'ha sabut que en Ruffy i altres Supernoves són al país de Wano per enfrontar-se a Kaido i la Big Mom també s'hi dirigeix per venjar-se. Segons Barbanegra, la guerra que determinarà el nou rei pirata està a punt de desencadenar-se. | |                        |                            |
| 918 | Comença l'operació - el gran pla per derrocar Kaido! Ugokidasu - Datō Kaidō daikeikaku! (動き出す 打倒カイドウ大計画！)                                               | 19 de gener de 2020    | -                          |
| Inuarashi s'enfronta a Shutenmaru en un intent d'aconseguir que s'uneixi a ells, però la batalla és interrompuda per Kin'emon que intenta portar-los a raonar. No obstant això, Shutenmaru rebutja la proposta, al·legant haver jurat fidelitat només a Oden i no a la família Kozuki. Mentrestant, mentre en Ruffy es veu obligat a treballar forçat, Sanji s'infiltra en la població com a venedor de soba i llegeix amb Franky i Robin sobre un altre assassinat de l'assassí anomenat Kamazo. Mentrestant, Usopp i els altres lliuren un missatge codificat als lleials de Kozuki per advertir-los del seu assalt a Onigashima. Nami i Shinobu s'infiltren en una casa per buscar informació, però són descoberts. Mentrestant, Jack és increpat pels altres dos oficials superiors de Kaido: King and Queen. | |                        |                            |
| 919 | Fúria! Els presos Ruffy i Kidd! Ō-abare! Shūjin Rufi to Kiddo! (大暴れ! 囚人ルフィとキッド!)                                                                          | 26 de gener de 2020    | -                          |
| Nami i Shinobu fugen amb la informació descoberta sobre un enviament d'armes. Mentrestant, en Ruffy i en Kid es desafien mútuament al treball forçat sobre qui porta el major nombre de pedres: després de portar-ne més de 500, buiden el subministrament de dango que s'obté com a recompensa, desencadenant la ira del vice carceler Dobon. Ell, que té els poders del somriure d'un hipopòtam, els empassa per desfer-se’n, però els dos que surten il·lesos són apallissats sense esforç. Els altres guàrdies, que presencien l'escena, els amenacen dient que després d'haver atacat un carceller seran condemnats a mort, però Kid respon amb ràbia que ningú no té proves del que va passar a la boca de l'hipopòtam i, juntament amb en Ruffy, marxa aclamat pels altres presoners. | |                        |                            |
| 920 | Gran reputació! L'especialitat de Sanji, soba! Dai hyōban! Sanji no ohako soba! (大評判！ サンジの十八番そば！)                                                       | 2 de febrer de 2020    | -                          |
| La fama del stand de soba de Sanji crida l'atenció d'alguns membres de la yakuza que li exigeixen un encaix. Quan Sanji es nega, llencen el menjar que estava preparant, desencadenant la ràbia del cuiner que en derriba fàcilment dos juntament amb Franky, deixant escapar el tercer. Tot i això, la baralla va fer fugir tots els clients, excepte una nena anomenada Toko, que riu tot el temps i que finalment pot gaudir del ja famós plat. Toko explica que és una kamuro, una de les assistents de la cortesana Komourasaki, la geisha més bella i famosa del país de Wano; aviat passarà per aquell carrer i els convida a assistir a la processó. Mentrestant, la professora informa a Robin que ha rebut el privilegi d'actuar a casa del shogun Orochi. Mentrestant, en Ruffy és elogiat pels diversos presoners per haver colpejat el presoner adjunt i també rep l'agraïment d'un presoner d'edat avançada que ha salvat de l'assetjament dels guàrdies. Mentrestant, Raizo s'apropa en secret a en Ruffy informant-li que ha descobert la ubicació de la clau de les seves manilles i que, tot i estar ben guardat, segur que ho podrà agafar. | |                        |                            |
| 921 | Wonderful - la dona més bella del país de Wano: Komurasaki Gōka kenran - Wa no Kuni ichi no bijo: Komurasaki (大評判！ サンジの十八番そば！)                          | 9 de febrer de 2020    | -                          |
| En Ruffy és assetjat per Caribou que després de diverses aventures al Nou Món va ser capturat per Drake i ara també és presoner a Udon. Insisteix a dir a Ruffy el seu cap i li prega que l'impliqui en el pla d'escapament que segur que té en ment. Mentrestant, Kyoshiro s'assabenta que els seus secuaces han estat colpejats i ordena trucar als assassins de Queen, mentre espera, com el shogun Orochi, l'arribada de la cortesana Komurasaki al palau. Aquests últims desfilen per la capital aclamada per la població, però tres homes s'acosten armats amb la intenció de matar-la: afirmen haver estat enganyats per la dona que deia que els estimava. Però després d'haver venut totes les seves possessions per comprar-lo, Komurasaki de fet havia conservat els diners i els havia liquidat fàcilment. Els tres homes són detinguts pels guàrdies que els exilien de la ciutat perquè ara estan desvalguts, mentre Komurasaki surt comentant el seu menyspreu cap als homes. | |                        |                            |
| 922 | Una història d'heroisme! El petit viatge de Zoro i Tonoyasu! Ninkyō den! Zoro to Tonoyasu futaritabi (任侠伝！ゾロとトの康二人旅！)                                   | 16 de febrer de 2020   | -                          |
| La pastanaga i la Wanda roben armes i subministraments per a la futura batalla i deixen una nota per atraure la ira del shogun a Shutenmaru i obligar-lo a passar al seu costat. Mentrestant, Franky descobreix que el fuster per al qual treballava ja no té els plans per a la residència de Kaido que han canviat de propietari moltes vegades i que finalment van ser robats per un resident de Kuri. Mentrestant, Zoro vaga en companyia d'un home sempre somrient anomenat Tonoyasu i després de derrotar els membres d'un cau de jocs que van enganyar, recupera els seus diners i arriba a prop de la capital. Mentrestant, mentre Orochi contracta amb CP0 l'intercanvi d'armes per vaixells de guerra, Momonosuke parla amb O-Tama, dient-li que té la intenció de buscar la seva germana Hiyori només quan acabi per no implicar-la. | |                        |                            |
| 923 | Emergència - l'arribada imminent de Big Mom! Kinkyū jitai - Biggu Mamu dai sekkin! (緊急事態 ビッグ・マム大接近！)                                                    | 23 de febrer de 2020   | -                          |
| Zoro i Tonoyasu arriben al poble d'Ebisu, als afores de la capital, on tots els habitants sempre riuen tot i patir fam i pobresa. Actualment estan encantats que la nit anterior rebessin diners per alimentar-se del "noi de l'hora del bou", un misteriós benefactor que roba als rics per donar-los als pobres. Mentrestant, Law avisa a Sanji que Drake i Page One, dos dels subalterns d'elit de Kaido, estan en camí de confrontar-se amb ell. Mentrestant, comença el banquet del shogun Orochi: Robin desapareix durant la festa per buscar informació, Nami i Shinobu s'infiltren a la mansió del terrat mentre Brook en forma d'esperit l'explora trobant Poignee Griffe. Mentrestant, Kaido rep notícies que Big Mom i els seus fills arriben a l'illa a bord del seu vaixell i dona l'ordre d'enfonsar-la. | |                        |                            |
| 924 | La capital en revolta! Un nou assassí apunta a Sanji Miyako sōzen! Sanji nerau aratana shikaku (都騒然！ サンジ狙う新たな刺客)                                        | 15 de març de 2020     | -                          |
| El vaixell de Big Mom trenca les defenses de l'illa i puja a la cascada per entrar al país de Wano, però King, transformat en pterosaure gràcies als seus poders, colpeja el vaixell fent que caigui i llanci Big Mom a l'aigua. Mentrestant, la pàgina One destrueix tots els restaurants de soba per trobar a Sanji: aquest, que s'amaga amb en Law, l'Usopp i el Franky, quan se n'assabenta, el llança contra ell. Page One adverteix als seus aliats que ha trobat l'objectiu i Law demana a Sanji que escapi perquè Drake o Hawkins no l'han de reconèixer, arriscant a arruïnar el seu pla. Tanmateix, Sanji el tranquil·litza que eliminarà l'adversari i que no serà reconegut, amb la intenció d'utilitzar el vestit d'incursió Germa que li va donar la seva família. | |                        |                            |
| 925 | Gran èxit! La justícia d'O-Soba Mask! Dai katsuyaku! Seigi no O-Soba Masuku! (大活躍！正義のおそばマスク！)                                                           | 22 de març de 2020     | -                          |
| Sanji porta el vestit de raid i Law reconeix l'uniforme del famós Stealth Black de Germa. El vestit dona a Sanji la capacitat de flotar, una gran resistència, una velocitat extraordinària i la capacitat de fer-se invisible reflectint l'entorn que l'envolta. Amb aquestes noves habilitats, Sanji demostra ser clarament superior a l'adversari i el fa repetidament derrotar i desapareix fins a la nit mentre Law, Usopp i Franky fugen al poble d'Ebisu, a la vora de la capital. Mentrestant, Robin, mentre busca informació sobre el Poignee Griffe al castell d'Orochi, queda sorprès per l'Oniwabanshū, el ninja de la guàrdia personal dels shogun. | |                        |                            |
| 926 | Situació desesperada - l'amenaçador Oniwabanshū d'Orochi Zettai zetsumei - Kyōi no Orochi Oniwabanshū (絶体絶命 脅威のオロチお庭番衆)                                 | 29 de març de 2020     | -                          |
| Robin és atacat pel ninja Oniwabanshū, però el cos és en realitat un duplicat creat amb els seus poders que després li permet escapar i alertar als seus companys que ha estat descoberta. A continuació, Robin torna al banquet per fondre’s i s'apropa a Orochi, donant-li la volta per conèixer Onigashima i ser convidat al festival del foc. Mentrestant, a Kuri, Chopper, Momonosuke, O-Kiku i O-Tama troben a Big Mom desapareguda a la platja; mentre discuteixen què fer, la dona es desperta per trobar que ha perdut completament la memòria. | |                        |                            |
| 927 | Pandemonium! La monstruosa serp, el shogun Orochi Shuraba! Ikareru daija Shōgun Orochi (修羅場！ 恐れる大蛇 将軍オロチ)                                               | 6 d'abril de 2020      | -                          |
| Orochi es dirigeix cap als presents i els diu que estiguin preparats perquè les Envoltures Vermelles d'Oden tornaran a venjar-lo, però es queixeguen considerant-lo paranoic. O-Toko riu grosolament com de costum i Orochi, creient que es burla d'ell, l'ataca. Komurasaki després d'intentar dissuadir-lo, dona una bufetada a Orochi que, incrédulo, es transforma amb els seus poders en un Yamata no Orochi, ordenant-li que suplici la seva vida. Komurasaki es nega desdenyosament, desencadenant la ira del shogun que ataca cegament els presents i s'emporta la dona a les mandíbules. Mentrestant, Robin intenta rescatar O-Toko, però és interceptat per l'Oniwabanshū. | |                        |                            |
| 928 | Cau la flor! El moment final de la dona més bella del país de Wano Hana chiru! Wa no Kuni ichi no bijo no saigo (花散る! ワノ国一の美女の最期)                        | 12 d'abril de 2020     | -                          |
| Brook arriba en forma d'esperit fent que l'Oniwabanshū fugi terroritzat. Mentrestant, Nami i Shinobu són descoberts a les golfes per un altre ninja que reconeix Shinobu. Aquest últim col·lapsa el sostre per escapar, caient sobre Orochi que deixa anar a Komurasaki. No obstant això, el líder de l'inframà Kyoshiro colpeja mortalment la cortesana, culpable d'oposar-se al shogun. Enfuriat per la mort de la dona, Orochi llança contra Robin i O-Toko, però Nami convoca un poderós parabolts amb l'ajuda de Zeus, que permet escapar a tothom. Mentrestant, O-Tama, Momonosuke i Chopper convencen una gran mare famolenca que els acompanyi a la presó d'Udon prometent que podrà menjar, amb l'esperança secreta que els ajudarà a alliberar en Ruffy. | |                        |                            |
| 929 | El vincle dels presos - en Ruffy i el vell Hyō! Shūjin no kizuna - Rufi to Hyōjii! (囚人の絆 ルフィとヒョウじい!)                                                     | 19 d'abril de 2020     | -                          |
| Nami, Robin, Brook i Shinobu es refugien a la nevada regió de Ringo on comenten el que va passar amb Kanjuro i decideixen tornar a la capital per comprovar la situació i utilitzar els lavabos públics. Mentrestant, a la costa, els pirates de Big Mom decideixen esperar el desenvolupament dels esdeveniments per no poder acostar-se i sabent que el seu capità encara és viu gràcies a la targeta Vivre. Mentrestant, a la presó d'Udon, l'antic Hyogoro és objectiu de Subdirector Daifugo perquè es va adonar que menja més del que guanyes treballant, gràcies de fet al que li va donar en Ruffy. | |                        |                            |
| 930 | Protagonista! - Apareix la reina "L'epidèmia"! Ōkanban! Ekisai no Kuīn arawaru! (大看板! 疫災のクイーン現る!)                                                         | 28 de juny de 2020     | -                          |
| Raizo roba les claus de les manilles amb la intenció d'alliberar en Ruffy. Mentrestant, aquest últim fa fora a Daifugo salvant a Hyogoro, mantenint-se al dia amb els guàrdies tot i estar afeblit per les manilles d'agalmatolita. La lluita es veu interrompuda, però, per l'arribada de Queen que demana informar sobre els problemes sorgits, descobrint que Kidd s'ha escapat. En Ruffy i en Hyogoro aprofiten la situació intentant també escapar. | |                        |                            |
| 931 | Escalada - el pla d'escapament d'en Ruffy! Yojinobore - Rufi kesshi no tōsōgeki! (よじ登れ ルフィ決死の逃走劇!)                                                       | 5 de juliol de 2020    | -                          |
| En Ruffy i en Hyogoro són capturats de nou, mentre Law, Usopp i Franky descobreixen que Zoro ha deixat recentment Ebisu perseguint algú que li ha robat una espasa. Mentrestant, als banys públics de la capital, Shinobu explica a Nami i Robin que Hyogoro va ser una vegada el líder dels Yakuza, però que estava al servei del poble i aliat d'Oden. Ella formava part de l'Oniwabanshū, però els va deixar quan van jurar fidelitat a Orochi. Mentrestant, a la presó, Raizo troba el seu vell company Kawamatsu en una cel·la, mentre que en Ruffy i en Hyogoro són condemnats a l'infern de sumo: alliberats de les manilles, se'ls aplica un collaret que els decapitarà si surten del ring, continuant enfrontant-se als enemics fins que sucumbin. | |                        |                            |
| 932 | Mort o viu - l'infern de sumo de Queen Sei ka shi ka - Kuīn no ōzumō inferuno (生か死か クイーンの大相撲地獄)                                                         | 12 de juliol de 2020   | -                          |
| Hawkins i Drake incursionen en banys públics per detenir els rebels, sabent que poden ser identificats pel tatuatge de Kozuki al turmell. La Nami, reconeguda per Hawkins, deixa caure la tovallola accidentalment, i és per això que Sanji apareix de sobte amb l'aparença de Stealth Black, Hawkins i Drake que reconeixen l'uniforme del Germa i l'atacen. Sanji evita els seus atacs i s'escapa de portar Nami, Robin i Shinobu a la seguretat, revelant-los que ha descobert que els pirates del Cor han estat capturats per posar una trampa a Law. Mentrestant, a la presó, en Ruffy comença a enfrontar-se als enemics del ring, derrotant-los amb facilitat i, mentrestant, intenta millorar les seves habilitats per poder derrotar Kaido. Mentrestant, Zoro rastreja Gyukimaru, el bandoler que va robar l'espasa Shusui, afirmant que pertany a Ryuma. | |                        |                            |
| 933 | Gyukimaru! La lluita de Zoro al pont dels bandolers Gyūkimaru! Zoro oihagi-bashi no kettō (牛鬼丸！ ゾロおいはぎ橋の決闘)                                             | 19 de juliol de 2020   | -                          |
| Mentre en Ruffy continua derrotant els seus reptes, Zoro s'enfronta a Gyukimaru, que reitera la història de Ryuma i que Shusui és un tresor nacional. No obstant això, la batalla és interrompuda per l'arribada d'O-Toko i un revifat Komurasaki, perseguit per un notori assassí anomenat Kamazo. Aleshores, Zoro s'interposa i comença a lluitar contra ell, reconeixent que és un guerrer molt hàbil. | |                        |                            |
| 934 | Gran reversió! L'estil de tres espases per escapar del perill! Dai-gyakuten! Shisen o koeta santōryū! (大逆転! 死線を越えた三刀流!)                                   | 26 de juliol de 2020   | -                          |
| A la capital, els rebels lleials als Kozuki són caçats mentre la població es desespera per la mort de Komurasaki. A Ebisu, Shinobu acusa Law del fet que la seva tripulació, capturada per l'enemic, ha revelat el seu pla. Law nega amb ràbia aquesta possibilitat, volent anar a salvar-los malgrat el risc d'una trampa, però la discussió es veu interrompuda per l'arribada de Tonoyasu que, desxifrat el missatge, diu que està preparat per a la batalla. Mentrestant, Zoro també és atacat per Gyukimaru mentre s'enfronta a Kamazo, sent travessat per aquest últim. Tot i això, Zoro li roba la dalla a Kamazo amb la qual va ser colpejat i, fent-la servir com a tercera espasa, el derrota. No obstant això, ferit greument pel cop anterior, Zoro desapareix immediatament i és rescatat per Komurasaki, mentre Gyukimaru se'n va. | |                        |                            |
| 935 | Zoro's Amazement - Shock! La veritable identitat de la misteriosa bellesa Zoro kyōgaku - Shōgeki! Nazo no bijo no shōtai (ゾロ驚愕 衝撃！謎の美女の正体)              | 2 d'agost de 2020      | -                          |
| En Ruffy continua enfrontant-se amb els oponents, evitant els seus atacs amb extrema facilitat i explicant a Hyogoro que intenta trobar la manera de colpejar-los sense tocar-los amb Ambition. Mentrestant, Zoro es desperta en un refugi, medicat per Komurasaki i Toko que li demanen que es quedi amb ells. Komurasaki li revela a l'espadachín que està buscant el seu germà gran Momonosuke Kozuki i que en realitat es diu Hiyori. | |                        |                            |
| 936 | Aprenentatge - Cirera que flueix, l'ambició del país de Wano! Etoku seyo - Wa no Kuni no haki・Ryūō! (会得せよ ワノ国の覇気・流桜!)                                   | 9 d'agost de 2020      | -                          |
| Hiyori explica que després de la mort dels seus pares i dels viatges temporals de Momonosuke amb Kin'emon i els altres, Kawamatsu la va atendre durant uns anys, però la va perdre de vista. Mentrestant, a la presó d'Hyogoro li mostra a en Ruffy que sap dominar la tècnica d'Ambition que aquest intenta aprendre, derrotant un adversari amb un sol cop. | |                        |                            |
| 937 | Tonoyasu! El més estimat de la ciutat d'Ebisu! Tonoyasu! Ebisu-chō ichi no ninkimono! (トの康！えびす町一の人気者！)                                                  | 16 d'agost de 2020     | -                          |
| A Ebisu, Tonoyasu fa tot el possible per ajudar tots els habitants i una senyora explica a Nami i Usopp que dona als altres tots els diners que la seva filla Toko li envia de la capital. Mentrestant, a la presó, en Ruffy demana a Hyogoro que li ensenyi a fer servir Ambition com acabava de fer, seguint derrotant els oponents fins ben entrada la nit, però sense aconseguir-ho. Durant la nit, en Ruffy explica a Hyogoro que vol derrotar Kaido i els altres emperadors per convertir-se en el rei pirata. Mentre parlen, arriben Raizo i Caribou: aquest es posa al servei d'en Ruffy demanant perdó pel seu passat passat. Hyogoro reconeix a Raizo i aviat descobreix que Momonosuke i les fundes vermelles són vives, igual que la rebel·lió. Trobant l'esperança de recuperació, informa els presents que la majoria dels presos d'Udon són de fet presos polítics disposats a rebel·lar-se, inclosos els caps de Yakuza fidels als Kozuki. En Ruffy es proposa capgirar la presó per aconseguir aquests aliats i celebra menjant sopa de mongetes recuperada del Caribou. | |                        |                            |
| 938 | Xoc - la veritable identitat del noi de l'hora de bou, el senyor lladre Shōgeki hashiru - Gizoku Ushimitsu Kozō no shōtai (衝撃走る 義賊丑三つ小僧の正体)             | 23 d'agost de 2020     | -                          |
| Tonoyasu és capturat i confessa ser el famós "noi de l'hora del bou", un lladre que roba als rics per donar-los als pobres. Tanmateix, també és reconegut com algú famós i condemnat a mort per Orochi per això. Mentrestant, Holdem i els seus homes ataquen Shuntenmaru i els seus bandits, prenent foc al seu amagatall en represàlia pel robatori de menjar i armes. En realitat, els visons són els responsables de les ordres de Kin'emon, però han culpat a Shutenmaru de fer-lo atacar pels homes de Kaido i obligar-lo a contraatacar, passant al seu costat. Mentrestant, Brook es posa al dia amb Zoro, Hiyori i Toko, explicant la confusió a la capital per a l'execució de Tonoyasu. A les notícies, Toko comença a córrer cap a la capital, dient que l'home és el seu pare. | |                        |                            |
| 939 | La tripulació corre! Salva el pres Tonoyasu Ichimi hashiru! Sukue toraware no Tonoyasu (一味疾る! 救え囚われのトの康)                                                 | 30 d'agost de 2020     | -                          |
| Tonoyasu està lligat a una creu per a l'execució pública i és reconegut per tots: és Shimotsuki Yasuie, ex Daimyō, aliat i amic de Kozuki Oden. A més de Toko, seguit de Zoro, Brook i Hiyori, els habitants d'Ebisu també es precipiten a la capital cridant a perdre Tonoyasu, sempre rient com sempre. Nami, Robin, Franky i Usopp també es precipiten juntament amb els habitants d'Ebisu, deixant anar els soldats que intenten aturar-los. Mentrestant, Tonoyasu afirma que no és realment el "noi de l'hora del bou" i es dirigeix a Orochi acusant-lo d'haver enverinat el país amb la seva cobdícia. | |                        |                            |
| 940 | La ira de Zoro - la veritat sobre els somriures! Zoro no ikari - Sumairu no shinjitsu! (ゾロの怒り SMILEの真実!)                                                      | 6 de setembre de 2020  | -                          |
| Tonoyasu continua el seu discurs i diu que el missatge encriptat dels rebels és obra seva i és la seva broma, feta en memòria de l'extint Kozuki. Kin'emon i Storm Dog, que veuen l'escena des de les pantalles juntament amb Shutenmaru, entenen que Tonoyasu menteix per cobrir el seu pla descobert per l'enemic i ha canviat el missatge encriptat per donar als rebels un nou punt de trobada per a la batalla decisiu. Mentrestant, Orochi arriba a la forca i dispara a Tonoyasu juntament amb els soldats, matant-lo. Toko i els habitants d'Ebisu arriben en aquell moment i esclaten a riure rudament. Zoro és incrèdul davant d'aquesta reacció, però Hiyori li revela la terrible veritat: Toko i els altres no poden evitar riure tot el temps a causa dels Somriures. | |                        |                            |
| 941 | Les llàgrimes de Toko! Les bales infames d'Orochi! Toko no namida! Orochi hijō no jūdan! (トコの涙! オロチ非情の銃弾!)                                                | 13 de setembre de 2020 | -                          |
| Sanji, Nami, Usopp, Robin i Franky arriben al lloc d'execució i també es sorprenen amb les rialles de la gent. Shinobu els explica que Kaido fa que els seus subordinats mengin Somriures, però només el 10% d'ells dona poder: la resta només té els desavantatges i, com a efecte secundari, només et pots expressar rient. Orochi va donar així els defectuosos Somriures als habitants d'Ebisu que, inconscients i famolencs, se’ls van menjar i només poden riure des de llavors. Mentrestant, Toko arriba al cos del seu pare, intentant en va curar-lo d'alguna manera i sent identificat per Orochi. Quan el shogun dispara contra ella, Zoro i Sanji intervenen, neutralitzant l'atac i arrossegant-la. | |                        |                            |
| 942 | Intrusió de la tripulació! Revolta! Ferotge batalla al lloc d'execució Ichimi ran'nyū! Sōzen! Shokei-jō no gekitō (一味乱入! 騒然！処刑場の激闘)                      | 20 de setembre de 2020 | -                          |
| La batalla ha començat, Zoro ataca Orochi, però és detingut per Kyoshiro i els dos comencen a duelar-se, mentre el shogun s'escapa. Sanji intenta endur-se a Toko, però és atacat per Drake que es transforma en un allosaure. Després, Franky i la resta de la tripulació intervenen recuperant el cos de Tonoyasu i vençent els soldats del shogun. Mentrestant, Kamazo arriba en cadenes a Udon, culpable d'haver fallat la tasca que li van confiar, i Kidd. Aquest últim pregunta al company, que continua rient rudament, què li ha passat des que es van separar, revelant que Kamazo és en realitat el seu company Killer. | |                        |                            |
| 943 | La determinació d'en Ruffy - converteix-te en un sumo! Rufi no ketsui - Yabure ōzumō inferuno (ルフィの決意 破れ大相撲地獄！)                                         | 27 de setembre de 2020 | -                          |
| Els Oniwabanshū arriben al lloc per enfrontar-se a la tripulació del Barret de Palla i Kyoshiro se'n va. Brook intervé terroritzant de nou l'Oniwabanshū amb els seus poders, mentre Sanji nota que Hiyori és atacada per enemics i corre al seu rescat, però la noia la salva primer Zoro. Mentrestant, Law intenta salvar els seus companys, però es troba amb Hawkins que li revela que els ha pres com els seus fetitxes: per matar-los haurà de matar-los primer. Mentrestant, a Udon, Killer i Kid estan lligats de cap per avall i submergits en aigua. Queen decreta que només es retiraran quan Hyogoro i Ruffy morin: aquest últim està furiós i desafia Queen a lluitar, però ell respon que simplement estan condemnats a morir. De sobte, però, un soroll sacseja la pedrera: Big Mom ha arribat a les portes de la presó. | |                        |                            |
| 944 | Arriba la tempesta! La gran fúria de Big Mom Arashi tōrai! Ō-abare Biggu Mamu! (嵐到来! 大暴れビッグ・マム！)                                                         | 4 d'octubre de 2020    | -                          |
| Kin'emon confessa a Shutenmaru que va provocar les represàlies de Holdem i es disculpa per haver-li forçat la mà, sense entendre el que han passat aquests 20 anys. Mentrestant, a Udon, Big Mom trenca la porta i arriba prop del ring, reclamant la sopa de mongetes vermelles que Chopper li va prometre. Queen, inicialment atordida, s'enfada pel fet de provocar-lo com el seu plat favorit, de manera que es transforma en un braquiosaure gegant per enfrontar-la. Tanmateix, Big Mom creu que té la sopa de mongetes i li salta, tirant-lo a terra. | |                        |                            |
| 945 | Rancor per Oshiruko - en Ruffy es troba en una situació desesperada Oshiruko no urami - Rufi zettai zetsumē (おしるこの恨み ルフィ絶体絶命)                           | 11 d'octubre de 2020   | -                          |
| Queen s'aixeca i s'enfronta a Big Mom, però l'emperadriu el colpeja repetidament i el fa fora. En la devastació i el caos de la batalla, Kidd i Killer cauen fora de l'aigua, mentre que Raizo i Caribou treuen secretament el sistema de comunicacions de la presó. La Big Mom troba l'olla amb la sopa de mongetes, però resulta buida: en Ruffy comenta en veu alta que era realment bo, atraient la ira de l'emperadriu que l'ataca, destruint l'anell. Acabat amb Hyogoro, en Ruffy amb la força de la desesperació aconsegueix arrencar els dos colls explosius que portaven. Tot i que ara és lliure d'escapar, Hyogoro s'adona que la condició crítica ha fet que en Ruffy desenvolupés el nou nivell d'Ambició que buscava i decideix provar-lo demanant-li que el defensi dels atacs de Big Mom. | |                        |                            |
| 946 | Atura l'emperadriu! El pla secret de Queen Yonkō o tomero! Kuīn no hisaku (四皇を止めろ！ クイーンの秘策)                                                             | 18 d'octubre de 2020   | -                          |
| En Ruffy intenta aturar l'atac de Big Mom, però és llençat junt amb Hyogoro. En Ruffy li dona el seu darrer consell, després se separen per fugir de la fúria de Big Mom, en Ruffy és perseguit per tota la presó, causant estralls i destrosses, mentre Queen es recupera i elabora un pla per derrotar l'Emperadriu. Quan Big Mom, després de donar la volta a la presó, torna al seu punt de partida, és atret en una olla buida de sopa de mongetes. En el moment que l'obre, Queen es llança des de dalt contra ella, llançant-li un cap poderós: el cop torna la memòria de la Big Mom recordant els seus fills. | |                        |                            |
| 947 | La pitjor arma! Les bales epidèmiques apunten a en Ruffy Saikyō hēki! Rufy o nerau ekisaito dan (最凶兵器！ ルフィを狙う疫災弾)                                       | 25 d'octubre de 2020   | -                          |
| Big Mom recordant-ho tot, però desapareix abans de poder atacar Queen. Aquest últim li ordena encadenar-la i transportar-la a Onigashima, endur-se la majoria dels guàrdies. També ordena immediatament després segellar la presó. En aquest moment, en Ruffy surt, disposat a derrotar qualsevol guàrdia restant, utilitzant-los com a objectius de pràctica per desenvolupar l'Ambició. No obstant això, el director de la presó de Babanuki es dirigeix cap als altres presoners i els convenç de llançar-se contra en Ruffy. Expliquen que fins i tot fugint no tindrien res per lluitar, a més el subdirector Daifugo colpeja alguns presos amb bales que els infecten amb una malaltia letal que es transmet per contacte. De sobte, però, Kawamatsu, encara encadenat a la seva cel·la, insta en Ruffy a dir que encara hi ha la possibilitat de derrotar Kaido: tal com va revelar Babanuki, ell és un dels Nou Cobriments Vermells. | |                        |                            |
| 948 | Comença el contraatac! En Ruffy i el samurai de les Fundes Vermelles! Hangeki kaishi! Rufi to Akazaya no samurai! (反撃開始！ ルフィと赤鞘の侍！)                     | 1 de novembre de 2020  | -                          |
| Babanuki dona ordres de matar Kawamatsu, però Raizo li llença les claus de les manilles i l'espasa. Kawamatsu s'allibera i s'uneix a en Ruffy, Chopper, Hyogoro, Raizo i Kiku. Aquests últims revelen la seva identitat a tothom i Kiku porta la seva màscara i és reconegut com Kikunojo, una de les nou beines vermelles. L El grup derrota fàcilment els guàrdies de la presó, però continuen pegant als altres presoners amb les bales infeccioses. Durant els combats, Raizo també dona les claus de les manilles a Kid i Killer. | |                        |                            |
| 949 | He vingut aquí per guanyar! El crit desesperat d'en Ruffy Kachi ni kita! Rufi kesshi no sakebi (勝ちに来た！ ルフィ決死の叫び)                                        | 8 de novembre de 2020  | -                          |
| En Ruffy i els altres continuen lluitant contra els guàrdies de la presó, però continuen infectant els presoners que, desesperadament, demanen a en Ruffy que es rendeixi. Aquest últim, però, s'infecta a propòsit per demostrar que el verí no és res i fa un discurs apassionat als presoners perquè es conformen amb ser esclaus, mentre ell ho farà tot per alliberar el país de Kaido tal com va prometre a Tama. Babanuki intenta llançar una potent bala infecciosa contra tothom, però en Ruffy ho anticipa i li torna a donar-li la volta, eliminant-lo. Els presoners en aquest punt es rebel·len obertament i aviat aconsegueixen aclaparar els guàrdies de la presó. | |                        |                            |
| 950 | El somni dels soldats! En Ruffy controla Udon! Tsuwamono-domo ga yume! Rufy Udon sēatsu! (兵どもが夢! ルフィ兎丼制圧!)                                                | 15 de novembre de 2020 | -                          |
| Kidd i Killer s’alliberen i abandonen Udon i decideixen rebutjar la idea d’aliar-se amb en Ruffy contra Kaido. Mentrestant, Shutenmaru mostra a Kin'emon i Dog-storm un cementiri on hi ha un grup de soldats lleials que deu anys abans, no disposats a esperar el seu possible retorn, van morir atacant Onigashima; més tard, confirma que vol unir-s'hi. Mentrestant, a Udon, Chopper busca una cura per al virus utilitzat pels enemics, mentre els presoners protesten contra les fundes vermelles mentre descobreixen que en Ruffy és un pirata. Aquest últim obliga a Momonosuke a sortir i superar la tensió inicial a causa del pes del seu nom, fa un discurs apassionat en què explica que Raizo, Kin'emon i ell que busquen aliats s'han dividit però gràcies a en Ruffy es van trobar i va ajudar a arribar fins que, tothom estigui preparat per a la batalla contra Kaido. | |                        |                            |
| 951 | Atac d'Orochi - les forces de l'exèrcit ninja contra Zoro Orochi no otte! Ninja gundan tai Zoro (オロチの追手！ 忍者軍団VSゾロ)                                       | 22 de novembre de 2020 | -                          |
| Zoro derrota els ninjas enviats per Orochi, protegint Hiyori una vegada més. Juntament amb la dona, llavors planeja tornar al pont dels bandolers per recuperar la seva espasa. Mentrestant, Sanji i Shinobu descobreixen que són buscats i discuteixen com alliberar els samurais empresonats a la capital, els seus preciosos aliats. Mentre es troba a Udon, en Ruffy i els altres presoners es recuperen gràcies a la medicina preparada per Chopper, Bepo i els pirates del Cor es troben amb la Nami i li donen el missatge codificat que Tonoyasu va modificar abans de ser executat. Mentrestant, Law ha estat capturat per Hawkins per alliberar la seva tripulació i és torturat i els pregunten per què són aquí. | |                        |                            |
| 952 | Intensitat a Onigashima - trobada entre dos emperadors Onigashima kimpaku! Sōgū!? Futari no Yonkō (鬼ヶ島緊迫！遭遇！？二人の四皇)                                    | 29 de novembre de 2020 | -                          |
| Mentre Franky, Nami i Kanjuro porten el cos de Tonoyasu a Kuri per al funeral, Shutenmaru mostra a Kin'emon i Storm Dog una flota de vaixells que s'han reunit en secret al llarg dels anys per transportar els seus aliats a Onigashima. Mentrestant, Zoro s'enfronta a Gyukimaru a Ringo per recuperar la seva espasa Shusui, però l'adversari es nega a lliurar-la, afirmant que el robatori de la mateixa molts anys abans va ser l'inici dels problemes del país de Wano. Arriba Kawamatsu i atura la lluita entre els dos demanant explicacions i sent reconegut tant per Hiyori com per Gyukimaru. Mentrestant, a Onigashima, Big Mom demana a King que s’uneixi a ella com a part d’una carrera que es creia que havia desaparegut, però ell es nega. Kaido arriba al lloc i ordena que Big Mom sigui alliberada de les cadenes, i llavors els dos comencen a lluitar. | |                        |                            |
| 953 | Confessió de Hiyori - Trobada de Bandit Bridge Hiyori no kokuhaku! Oihagi bashi no saikai (日和の告白！おいはぎ橋の再会)                                              | 6 de desembre de 2020  | -                          |
| Queen rep una trucada de Babanuki que informa que ha restablert l'ordre a la presó i que ha tornat a empresonar a en Ruffy i en Kidd. En realitat, just abans, O-Tama el va fer ingerir un dels dango assegurant la seva total obediència. Hyogoro troba els quatre caps de la yakuza de les diverses regions que, després de renovar la seva lleialtat, marxen per reunir tots els rebels encara amagats al país. Mentrestant, Shutenmaru dona a Kin'emon els plans del palau de Kaido a Onigashima, buscat des de fa temps per Franky, i rep una trucada de Raizo per informar-lo de tots els presos alliberats que estiguin disposats a lluitar amb ells. Raizo, però, assenyala un problema important: les armes estan prohibides entre la població, de manera que hauran de procurar-les per a tots els nous aliats. Mentrestant, a la regió de Ringo Hiyori abraça Kawamatsu, demanant perdó per haver fugit d'ell diversos anys abans: de fet, havia tingut cura d'ella després de la mort dels seus pares, però Hiyori va fugir perquè no volia que morís de fam donant-li tot el menjar que pogués trobar. De sobte, alguns dels subalterns de Kaido arriben per venjar-se de Gyukimaru i ferir-lo abans de ser derrotats per Kawamatsu i Zoro. Sagnant, Gyukimaru s’allunya, sentint-se commogut en saber que Kawamatsu encara és viu. | |                        |                            |
| 954 | Es diu Enma! La gran espasa d’Oden! Sono na wa Enma! Oden no meitō! (その名は閻魔！おでんの名刀！)                                                                    | 13 de desembre de 2020 | -                          |
| Zoro persegueix Gyukimaru, mentre Kawamatsu explica a Hiyori el que va passar després que es separessin: en aquell moment va conèixer la guineu blanca Onimaru a la regió de Ringo, que pertanyia al daimyo Shimotsuki que governava la regió. La guineu va defensar el cementiri de Ringo dels lladres de tombes que volien prendre possessió de les espases utilitzades com a làpides. Kawamatsu va convèncer la guineu de la necessitat de recuperar les espases per a la batalla contra Kaido que tindria lloc al cap de 13 anys, tal com va profetitzar Toki. Els dos van començar llavors a recollir armes i a amagar-les, mentre defensaven la regió dels bandits amb el nom de "Gyukimaru". Tanmateix, un dia Kawamatsu va ser atrapat intentant robar menjar a la capital i va ser tancat a Udon. En l'actualitat, Kawamatsu i Hiyori es posen al dia amb Zoro, que ha seguit el rastre fins a la memòria cau d'armes, on Kawamatsu està sorprès que la seva feina hagi continuat. Kin'emon es posa en contacte amb ell per informar-lo dels darrers esdeveniments i Kawamatsu revela que té totes les armes necessàries per als seus aliats. No gaire lluny, Gyukimaru reprèn l’aparició de la guineu Onimaru i se’n va feliç d’haver complert el seu deure. Mentrestant, Hiyori demana a Zoro que deixi l'espasa Shusui al poble de Wano i a canvi li donarà l'espasa Enma, que pertanyia al seu pare i que se sap que era l'arma que va causar la cicatriu a Kaido. | |                        |                            |
| 955 | Un nou aliat!? Es reuneix l'exèrcit de gegants de Kaido Arata na dōmē!? Kaido gun daishūketsu (新たな同盟！？ カイドウ軍大集結)                                       | 20 de desembre de 2020 | -                          |
| Hiyori explica a Zoro que el seu pare la va deixar a ella i al seu germà les seves dues espases abans que fos executat. Per tant, proposa a l'espadachí l'intercanvi que finalment accepta. Mentrestant, lliure de presó, Law derrota a Hawkins. Aquest últim li explica com Apoo estava al servei de Kaido i els va trair fingint forjar una aliança amb ell i Kid. Xocant amb Kaido, va decidir presentar-se, mentre Kid va lluitar fins al final, acabant capturat. En sortir de la presó, Law recorre a la misteriosa figura que el va alliberar i li va dir que té el seu suport. Mentrestant, Kin'emon reuneix les fundes vermelles i comunica als aliats el canvi al missatge realitzat per Tonoyasu i explica a Nami que això canvia el port de sortida de l'atac. Mentrestant, mentre Apoo aterra a l’illa amb els Numbers, guerrers gegants, Kaido i Big Mom formen una aliança per fer-se amb el món. | |                        |                            |
| 956 | S’acosta la batalla decisiva! La tripulació del Barret de Palla es prepara per a la batalla Semaru kessen! Mugiwara ichimi sentōtaisē (迫る決戦！ 麦わら一味戦闘態勢) | 27 de desembre de 2020 | -                          |
| Kawamatsu revela a Kin'emon i als altres que Hiyori encara és viu, mentre Hitetsu dona a Zoro l'espasa Enma. Experimenta el seu poder tallant un promontori, però s’adona que ha d’aprendre a domesticar l'espasa per no ser consumit per aquesta. Així comença a entrenar-se amb ell, mentre que en Ruffy continua intentant desenvolupar Ambition a Udon. Quan falten dos dies per a la batalla, en Ruffy es reuneix amb els seus companys i fa una cita amb els Red Sheaths per al dia decisiu. Mentrestant, Hitetsu revela a Zoro que la seva espasa Wado Ichimonji i Enma van ser creades per la mateixa persona, Shimotsuki Kozaburo, un famós artesà que va deixar el país més de 50 anys abans. Mentrestant, Orochi rep un missatge en què descobreix que Hiyori és viu i els seus enemics han canviat el port de sortida. | |                        |                            |
| 957 | Grans novetats! Un accident implica la Flota dels Set Dai nyūsu! Shichibukai o osou jiken (大ニュース！七武海を襲う事件)                                              | 10 de gener de 2021    | -                          |
| A l'illa dels Tritons, Neptú i Garp comenten el resultat del Reverie i aquest revela un incident ocorregut després de la seva sortida que va implicar el regne d'Alabasta. En un altre lloc, mentre els redactors del diari mundial es troben en un estat d’agitació pel que va passar amb el Reverie, un agent de Cipher Pol amenaça l'editor en cap Morgans per tapar algunes notícies, però se’n desprèn i les publica de totes maneres. El món està sorprès per dues grans notícies: alguna cosa terrible sobre Sabo i la decisió d’abolir dels 7 Grans Guerrers del Mar. Mentrestant, al país de Wano Drake es posa en contacte secret amb Kobi per intercanviar informació: tots dos són membres de SWORD, una cèl·lula secreta d’agents de la Marina de la qual Drake és el capità. Mentrestant, la Marina mou les seves forces amb la intenció d’arrestar els membres del 7 Grans Guerrers del Mar encara en circulació: Buggy, Boa Hancock, Dracule Mihawk i Edward Weeble. | |                        |                            |
| 958 | La batalla llegendària! Garp i Roger Densetsu no tatakai! Gāpu to Rojā (伝説の戦い！ ガープとロジャー)                                                                | 17 de gener de 2021    | -                          |
| Fujitora i el Gran Almirall Sakazuki parlant per mitjà de llimac parlen sobre la notícia de la dissolució de 7 Grans Guerrers del Mar i de l'aliança entre Kaido i Big Mom, citant les Pirates Rocks. Mentrestant, a la seu de la Marina, Sengoku explica als oficials que els Pirates Rocks eren una tripulació dirigida pel pirata homònim Rocks D. Xebec, que incloïa a Kaido, Big Mom i Barbablanca entre d'altres. Només la gran rivalitat interna entre els membres els va impedir dominar el món, juntament amb la forta derrota que van patir a l’illa de God Valley 38 anys abans: allà van ser derrotats per una aliança excepcional entre el futur rei dels pirates Gol D. Roger i el vicealmirall Monkey D. Garp que va obtenir el títol d '"Heroi de la Marina". Després que Brandnew exposa les recompenses desorbitades dels quatre emperadors, juntament amb les de Roger i Barbablanca, arriba Sakazuki afirmant que no intervindran al país de Wano per falta de força. Tot i això, Sengoku assenyala que molts pirates famosos tenen a veure amb país de Wano i Kozuki Oden. | |                        |                            |
| 959 | El port promès! S’obre el tercer acte del País de Wano Yakusoku no minato! Wano Kuni-hen daisanmaku kaimaku (約束の港！ ワノ国編第三幕開幕)                           | 24 de gener de 2021    | -                          |
| En un flashback 25 anys abans, Kozuki Oden, al vaixell de Roger, va declarar que volia convertir-se en el shogun de Wano per obrir el país al món exterior. Actualment arriba el dia decisiu del festival del foc i Orochi viatja a Onigashima. Al port de sortida, però, Kin'emon, Momonosuke, Shinobu i els altres Red Sheaths troben el mar tempestuós i cap dels seus aliats, preguntant-se què podria haver passat. Dos dies abans, l’aliança de samurais, visons i pirates estava fent els últims preparatius, preguntant-se si arribarien també el Nekomamushi i Jinbe, dels quals no tenien notícies. | |                        |                            |
| 960 | El samurai número u del país de Wano! Apareix Kozuki Oden Wano Kuni ichi no samurai! Kōzuki Oden tōjō (ワノ国一の侍！ 光月おでん登場)                                 | 31 de gener de 2021    | -                          |
| Orochi, la nit abans de l'atac, té els ponts que condueixen a la regió portuària on Kin'emon i els altres havien de ser destruïts, així com els vaixells presents al port d'Itachi i ha llançat bombes al Sunny per destruir-lo. En l'actualitat, Kin'emon i els altres Red Sheaths encara decideixen anar al mar amb un vaixell improvisat, malgrat les protestes de Momonosuke, convençuts que aquell dia és l'única oportunitat que tenen. Quaranta-un anys abans, Kozuki Oden era un jove salvatge que somiava deixar el país de Wano per explorar el món exterior. Kin'emon, en canvi, era un jove delinqüent i un dia, escoltant una conversa, va robar un cadell de senglar blanc a altres tres canalla, volent vendre'l a la capital per diners. En arribar al lloc, es va trobar amb Denjiro, un altre amic seu canalla, que es va alarmar quan va veure el senglar, dient-li que allà on fos aquell cadell, el senglar colossal que arribaria el seu pare provocant la destrucció. Als dos es va unir Oden que, després d’escoltar la història, els va demanar que li donessin el cadell. | |                        |                            |
| 961 | L'aprenent plorant - Oden i Kin'emon Namida no deshīri - Oden to Kin'emon (涙の弟子入り おでんと錦えもん)                                                             | 7 de febrer de 2021    | -                          |
| El colossal senglar blanc va atacar la capital a la recerca del seu cadell, empassant-se cases i gent. Kin'emon, en saber que també havia menjat Tsuru, va intentar enfrontar-se a ell, però va ser derrotat. Oden, agraint la seva determinació, es va fer culpable del segrest de la cria i va tallar el colossal senglar en dos, salvant a tots els empassats. Per les seves accions, però, Oden va ser desheretat pel seu pare i exiliat de la capital. Kin'emon i Denjiro, encantats per la força d'Oden, van decidir seguir-lo. Oden va viatjar al país de Wano, començant a escriure un diari i reunint altres seguidors que van començar a seguir-lo pel seu carisma: els germans balladors Izo i Kikunojo, l'ex ninja de l’Oniwabanshū Raizo i el dolent Kanjuro que havia patit persecució. Després es va dirigir a la regió de Kuri, llavors una terra sense lleis, enfrontant-se a Ashura Doji i els seus homes que la dominaven. | |                        |                            |
| 962 | Canvia el destí! Naufragi! Els pirates de Barbablanca! Ugoku unmē - Hyōchaku! Shirohige kaizokudan! (動く運命 漂着! 白ひげ海賊団！)                                   | 14 de febrer de 2021   | -                          |
| Només Oden va derrotar Ashura Doji i els seus homes; amb el seu carisma va reunir tots els bandits derrotats sota el seu lideratge i amb ells va reconstruir la regió de Kuri, transformant-la en una terra pròspera. Per aquesta gesta, el shogun Sukiyaki el va rehabilitar i va nomenar Kuri daimyō. Després d’uns anys, Oden va salvar del linxament, per part d’alguns homes, Inuarashi, Nekomamushi i Kawamatsu: els dos primers havien portat el mar dirigit a Wano inspirat en les històries d’una antiga aliança entre el visó i el clan Kozuki, el tercer era un peix orfe que havia naufragat per atzar i que es proclamava kappa per escapar de la persecució. Els tres joves, extremadament agraïts, es van unir així als seus subordinats més propers. Més tard, Oden es va quedar sense diners per prestar-los a un jove Orochi, llavors humil servidor, de manera que Kin'emon i els altres van decidir intentar robar-los al daimyō Shimotsuki Yasuie, però van ser capturats. Yasuie va decidir deixar-los els diners, però els va instar a educar-se i millorar-se, sent el samurai del futur shogun de Wano. Així, quan més tard Oden va visitar el seu malalt malalt, Kin'emon i els altres, havien passat de ser joves a un distingit i noble samurai. El mateix any, en Barbablanca i la seva tripulació naufragaren a la platja del país de Wano, meravellats de trobar una terra habitada a sobre d’una cascada.                                       | |                        |                            |
| 963 | La determinació d'Oden! La prova de Barbablanca! Oden no ketsui! Shirohige no shiren! (おでんの決意! 白ひげの試練！)                                                  | 21 de febrer de 2021   | -                          |
| Quan va saber el desembarcament dels pirates, Oden va córrer cap a ells i es va barallar amb en Barbablanca, sent derrotat. Entusiasmat per la força del seu oponent, Oden li va suplicar que s’unís a la seva tripulació. Els dos es van fer amics, però en Barbablanca es va negar a portar-lo amb ell, tant per no voler incomplir la llei que vinculava Oden amb el país de Wano, com perquè ja havia experimentat a Pirates Rocks una tripulació amb membres no inclinats a respectar les ordres. com Oden. Després d’haver reparat el vaixell, els pirates van tornar a marxar a la nit, però Oden, en preveure el moviment, va emprendre la seva persecució, aferrant-se al vaixell amb una cadena juntament amb Izo, que va intentar en va dissuadir-lo. Aquest últim es va recuperar immediatament, però en Barbablanca va desafiar a Oden: si hagués quedat penjat de la cadena i arrossegat del vaixell durant tres dies, hauria pogut unir-se a la tripulació. Al cap de tres dies, quan faltava menys d’una hora per acabar, Oden va sentir la veu d’una noia en perill, Amatsuki Toki, i va deixar la cadena. Alguns esclavistes van perseguir la nena fins a una illa propera i Oden es va precipitar al seu rescat fent-los fugir. | |                        |                            |
| 964 | El germà petit de Barbablanca! La gran aventura d'Oden! Shirohige no otōto! Oden no dai bōken! (白ひげの弟！ おでんの大冒険!)                                         | 28 de febrer de 2021   | -                          |
| Barbablanca va arribar a Oden a l'illa i el va convidar al seu vaixell, convençut també de l'estima que tenia a la seva tripulació. Oden i Toki van pujar a bord, descobrint que, a més d'Izo, Inuarashi i Nekomamushi també s'havien colat a la nau per seguir-lo. Durant els dos anys següents, Oden va tenir aventures increïbles i Toki va donar a llum al seu primer fill. Mentrestant, a Wano, la salut del shogun Sukiyaki es deteriorava i, en espera del retorn d'Oden, va dir als altres daimyos que Orochi seria el regent en cas de morir. Mentrestant, en altres llocs, Gol D. Roger, després d’haver-se assabentat de les gestes d’Oden, que ara s’ha convertit en un pirata notori, va decidir que el volia conèixer. | |                        |                            |
| 965 | Espases creuades! Roger i Barbablanca! Majieru yaiba! Rojā to Shirohige! (交える刃！ ロジャーと白ひげ!)                                                               | 7 de març de 2021      | -                          |
| Orochi sempre ha estat perseguit, com tots els Kurozumi, a causa de la conspiració trama del seu avi que va enverinar l’altre Daimyō en un intent de convertir-se en shogun. Un dia, Orochi es va reunir amb dos ancians que li van explicar la història i el van convèncer de fer camí per convertir-se en un shogun, donant-li també un fruit del diable. Orochi va passar els anys següents acumulant diners, robant-los o prestant-los als Daimyō per als quals treballava de criat. Gràcies al poder de la fruita Mimo-Mimo que posseïa un dels seus aliats, Orochi va ser introduït com un servidor del shogun Sukiyaki per un fals Oden i després va ser nomenat regent del shogunat per un fals Sukiyaki. Poc després el shogun va morir portant així Orochi al poder. Mentrestant, Oden va passar dos anys més al vaixell de Barbablanca i va tenir una segona filla. Un dia van aterrar a una illa i van trobar allà Roger: Oden el va atacar amb el cap baix, sent fàcilment repel·lible. En aquell moment va intervenir Barbablanca, que va començar la baralla amb Roger. | |                        |                            |
| 966 | El desig de Roger! Un nou començament Rojā no negai! Aratana tabidachi (ロジャーの願い！ 新たな旅立ち)                                                                | 21 de març de 2021     | -                          |
| Després d'una baralla que va durar tres dies, les dues tripulacions van celebrar festes juntes intercanviant regals. Roger li va revelar a en Barbablanca que havia arribat a Lodestar, l'última illa indicada per Log Pose, descobrint que per arribar a l'última illa real de la Grand Line cal desxifrar les coordenades de quatre Poignee Griffe vermelles. Després de descobrir que Oden era capaç de desxifrar-los, va suplicar a Barbablanca que donés el seu consentiment perquè el portés amb ell durant un any. Inspirat per aquestes revelacions, Oden li va demanar el mateix al seu capità, volent descobrir el secret d’aquella illa i per què la seva família va poder llegir aquest codi. Tot i que en Barbablanca enutjat va estar d'acord, Oden es va unir a la tripulació de Roger juntament amb Inuarashi i Nekomamushi, una vegada més a bord. Aviat, gràcies a la seva assolellada personalitat, Oden es va fer ràpidament amic dels seus nous companys de viatge. | |                        |                            |
| 967 | L’aposta de tota la vida! Aventura de Roger' Shōgai o kakete! Rojā no bōken (生涯をかけて！ ロジャーの冒険)                                                           | 28 de març de 2021     | -                          |
| Oden va fer noves aventures al vaixell de Roger, arribant a l'illa al cel de Skypiea, on va escriure un missatge sobre la campana daurada en l'idioma antic i va descobrir l'existència de Posidó. Després d’aturar-se a Water Seven, per reparar el vaixell, en el qual va conèixer un jove Franky, van arribar a l’illa dels Tritons on amb Neptú van arribar a la conclusió que Posidó seria la filla del merfolk que naixeria, segons les profecies de Shirley, després de 10 anys. Allà també van trobar una Road Poignee Griffe al costat de la que contenia la carta de disculpa de Joy Boy. Havent ja robat una còpia de la que posseïa Big Mom, la tripulació només va haver de recuperar els dos presents a Zou i Wano. | |                        |                            |
| 968 | Neix el rei pirata - final del viatge! "L'última illa" Kaizoku ō tanjō - Tōtatsu! "Saigo no shima" (海賊王誕生 到達！ "最後の島")                                     | 4 d'abril de 2021      | -                          |
| Quan la tripulació de Roger va arribar a prop de la ciutat de Wano, Toki va començar a sentir-se malalt i, per consell del doctor Crocus, van aprofitar per fer-la anar a terra amb els seus fills en el que encara era el seu destí inicial. Toki va insistir que Oden continués viatjant per perseguir el seu somni, de manera que després de copiar el Road Poignee Griffe i una breu reunió amb els seus subalterns, Oden va deixar enrere la seva illa, conscient que alguna cosa havia canviat en la seva absència. Roger i la seva tripulació més tard es van unir a Zou, trobant l'últim Road Poignee Griffe. Quan es dirigien a l'última illa, Buggy va començar a sentir-se malalt i es va veure obligat a quedar-se a terra amb Shanks, que es va oferir a cuidar-lo, amb l'esperança d'arribar a l'última illa en el futur amb el seu vaixell. Arribant a l’última illa, Roger i la seva tripulació van descobrir la veritat sobre el segle fosc, les armes ancestrals i el D., reaccionant amb una rialla tronadora. Per aquest motiu, van batejar aquella illa com Raftel. | |                        |                            |
| 969 | Torna al país de Wano! Els pirates de Roger es dissolen Wano kuni e! Rojā kaizokudan kaisan (ワノ国へ！ ロジャー海賊団解散)                                           | 11 d'abril de 2021     | -                          |
| Roger va dissoldre la seva tripulació i va ser el primer a baixar del vaixell. Oden va tornar al país de Wano i va ser ben rebut a Kuri, ja que Toki havia fet tot el possible per la gent al llarg dels anys. Kin'emon i les fundes vermelles, però, li van informar que a la mort del shogun, Orochi es va convertir en regent i va començar a comportar-se com un dèspota, amb la protecció del pirata Kaido. Sis mesos abans, fins a l'enèsim abús, Kin'emon i els altres van intentar rebel·lar-se, però es va produir un atac immediat contra Toki i els seus fills. Furiós pel que va escoltar, Oden va prendre les seves espases disposades a fer justícia. | |                        |                            |
| 970 | La trista notícia - el començament de la gran era de la pirateria Kanashiki shirase - Dai kaizoku jidai makuake (悲しき知らせ 大海賊時代幕開け)                       | 18 d'abril de 2021     | -                          |
| Oden va córrer cap a la capital amb la intenció de matar Orochi, però quan va avançar-se als seus trets va ser desviat per una barrera indestructible. Els dos ancians al seu costat que van empènyer Orochi a obrir-se camí eren, de fet, dos Kurozumi en possessió de dos fruits del diable: el Mimo Mimo amb qui havien orquestrat el nomenament d'Orochi com a shogun i el Barri Barri amb el qual el protegien dels atacs. Incapaç de resoldre les coses amb violència, Oden va ordenar a Orochi que li donés el shogunat, però es va negar, deixant clar que tot era un pla ben orquestrat, inclosa la mort prematura del vell shogun. Més tard, Oden va sortir del castell i va començar a ballar amb la seva roba interior davant la multitud que estava decebuda i furiosa pel comportament insensat. Oden va començar així a ballar setmanalment amb roba interior als carrers de la capital, malgrat el mal temps, atreient cada vegada més menyspreu de la gent. Temps després, Oden va rebre la notícia de l'execució de Roger i es va trobar corrent plorant a la platja. | |                        |                            |
| 971 | Assalt! Oden i els nou vermells Foderi Uchīri! Oden to akazaya kunin otoko (討ち入り！ おでんと赤鞘九人男)                                                            | 25 d'abril de 2021     | -                          |
| Durant uns anys, Oden va continuar ballant setmanalment, de manera que ara només la seva família i els seus amics més fidels el van donar suport, convençut que hi havia una raó darrere de tot plegat. Després de cinc anys, Oden va demanar a Orochi que complís la seva promesa, però el shogun va dir que no recordava res; també va afegir que havia arrestat Hyogoro i havia matat la seva dona, ja que es feien difícils de gestionar. Furiosos pel que havia passat, Oden i els Red Sheaths es van dirigir a Onigashima per eliminar Kaido i Orochi, però pel camí van trobar davant Kaido i el seu exèrcit. Així, mentre Yasuie protegia a Toki i als seus fills, Oden i els Red Sheaths van començar la batalla contra l'exèrcit de Kaido. | |                        |                            |
| 972 | El moment de la conclusió! Oden vs Kaido Kecchaku no toki! Oden tai Kaidō! (決着の時！ おでんVSカイドウ！)                                                            | 2 de maig de 2021      | -                          |
| Oden i les fundes vermelles van obrir-se camí, derrotant els homes de Kaido gràcies també a l'ajut de Shinobu, que els va venir a ajudar. Mentre les fundes vermelles lluitaven contra els reis i les reines, Oden va xocar contra Kaido, causant-li una profunda ferida al pit. En el moment del cop decisiu, Oden va veure a Momonosuke no gaire lluny ostatge de l'enemic, causant-li una distracció fatal i sent derrotat per Kaido: en realitat, el que havia vist tornava a ser obra dels poders del fruit de Mimo Mimo. Oden i la seva gent van ser empresonats, excepte Shinobu, que va ser rebutjat per Oden com el seu aliat. Uns dies més tard, Oden i els Red Sheaths van ser condemnats per rebel·lió contra el shogun per ser bullits vius en oli bullent. El dia de l'execució, Oden va demanar a Kaido una oportunitat: entrarien al calder per ser bullits vius durant un temps que van decidir, però qui sobrevisqués aquest temps quedaria alliberat. | |                        |                            |
| 973 | Condenat a bullir en una olla - Oden es prepara per morir en una hora Kamayude no kē - Oden kesshi no ichijikan (釜茹での刑 おでん決死の一時間)                       | 9 de maig de 2021      | -                          |
| Kaido va acceptar la proposta d'Oden i va establir el temps de supervivència en una hora. Després, Oden va entrar al calder i, quan les beines vermelles estaven a punt de seguir-lo, va carregar la passarel·la amb elles a sobre, mantenint-les a salvo de l’oli bullent. Els habitants presents, però, van mostrar indiferència cap a Oden i això va desencadenar la furiosa ira de Shinobu. La noia va revelar a tothom que estava present aquella fatídica nit en què Oden va arribar a Orochi: el shogun va confessar que el seu ascens al poder s’havia fet per arruïnar el país i venjar-se de les persecucions sofertes per la família Kurozumi al llarg dels anys. Ja havia segrestat centenars de persones que serien torturades i assassinades, de manera que va fer una proposta a Oden: si ballés amb la roba interior durant els pròxims cinc anys com a excusa per a la persecució, Orochi i Kaido marxarien i estalviarien els habitants. Oden havia acceptat, salvant així milers de persones al llarg dels anys. | |                        |                            |
| 974 | L’Oden s’ha de bullir “Niete nanbo no Oden ni sōrō„ (煮えてなんぼのおでんに候„)                                                                                       | 16 de maig de 2021     | -                          |
| Oden va explicar als Red Sheaths que molts anys abans van ser els Kozuki qui van tancar el país de Wano al món exterior per protegir-se d'una gran força, esperant que algú vingués 800 anys després. Mentrestant, Oden va aconseguir resistir una hora al calder amb l'aclamació de la multitud present, però Orochi va dir que havia decidit convertir la sentència en un tiroteig un minut abans, començant també a disparar a la població. En la confusió, Oden va fer fugir els Red Sheaths amb la seva última ordre: obrir el país de Wano al món exterior. Després, acceptant el seu destí, es va acomiadar dels seus éssers estimats i va morir, assassinat per Kaido. | |                        |                            |
| 975 | Cremar el castell! El destí del clan Kozuki! Moeru shiro! Kōzuki no ichizoku no unmē! (燃える城！ 光月の一族の運命！)                                                 | 23 de maig de 2021     | -                          |
| Toki va llegir una carta d'Oden que li deia que, en cas que morís, hauria d'anar vint anys més endavant quan una gran guerra xocaria el món, el punt de la història que buscava abans de conèixer-se. Mentrestant, les fundes vermelles van intentar arribar a la família d’Oden, caçada pels homes de Kaido: Inuarashi i Nekomamushi van començar a barallar-se acusant-se mútuament i van ser capturats, mentre que Ashura Doji i Denjiro van quedar-se enrere per permetre la fugida dels altres. Mentrestant, es va cremar el castell d'Oden i Kaido va venir a matar Momonosuke: però, quan es va trobar davant d'un nen de pa, va perdre l'interès i el va deixar al castell en flames. Més tard, les fundes vermelles van arribar a Toki que amb els seus poders va enviar a Momonosuke, Kin'emon, Kanjuro, Raizo i Kiku vint anys al futur. Aleshores va confiar Hiyori a Kawamatsu i va fugir del castell, proclamant la seva profecia als habitants de Kuri: després de vint anys, les Envoltures Vermelles tornarien per portar la venjança dels Kozuki. Toki, assassinada pels homes de Kaido, va pensar en el fet que havia decidit canviar el destí del seu viatge des de fa 800 anys després de conèixer Oden. | |                        |                            |
| 976 | Tornem al present! Vint anys per endavant Futatabi genzai! Nijū-nen no toki o koete (再び現在！ 二十年の時をこえて)                                                   | 30 de maig de 2021     | -                          |
| Ferits, però tots supervivents, les restants fundes vermelles es van amagar per esperar els vint anys profetitzats per Toki. Denjiro, prou furiós per canviar la fesomia del seu rostre, va reaparèixer un temps després en públic prenent el nom de Kyoshiro. Amb les seves habilitats es va convertir en el líder de la yakuza i es va posar al servei d'Orochi esperant pacientment la seva venjança, mentre que la nit es va convertir en el misteriós benefactor anomenat el "noi de l'hora del bou". Temps després va conèixer Hiyori, que havia fugit de Kawamatsu, i la va cuidar transformant-la en Komurasaki. Conscient del risc de ser propera a Orochi una vegada que es va convertir en la famosa cortesana, li va indicar que sempre portés una bossa de sang amb ella per posar en escena, com va passar després, la seva mort. Van passar vint anys, uns mesos abans dels fets actuals, Orochi va rebre una carta del seu espia que l’alarmava del retorn dels Red Foders, de la qual ella mateixa forma part. | |                        |                            |
| 977 | Pirates al mar! Raid! Anem a Onigashima Umi wa kaizoku! Uchiiri! Iza Onigashima (海は海賊！ 討入り！いざ鬼ヶ島)                                                       | 6 de juny de 2021      | -                          |
| Actualment, Kin'emon i els Red Sheaths salpaven en un vaixell improvisat. Kiku argumenta que entre ells hi ha certament un espia per al qual l'enemic coneixia de nou els seus plans. Kanjuro admet amb franquesa que és el traïdor i que l'home que coneixen no és més que una màscara. Ell també és un Kurozumi que ha sofert persecució i el seu únic avantatge és interpretar el personatge que Orochi li va confiar amb qui estava disposat a morir amb els altres. Kin'emon ataca Kanjuro, però es revela que és una còpia creada amb els seus poders: el Kanjuro real encara està a la costa i captura Momonosuke immobilitzant Shinobu. Mentrestant, tres vaixells dels subordinats de Kaido intercepten el vaixell de les Red Sheaths i comencen a atacar-lo. De sobte, però, apareixen els vaixells d'en Ruffy, en Law i en Kid, que protegeixen les fundes vermelles i enfronten els vaixells enemics. | |                        |                            |
| 978 | Atac de la pitjor generació! Batalla al mar tempestuós Saiaku no sedai shingeki! Arashi no umi no tatakai (最悪の世代進撃！ 嵐の海の戦い)                             | 13 de juny de 2021     | -                          |
| Les tripulacions d'en Ruffy i en Law rebutgen els atacs enemics, preguntant-se on són els seus aliats. Kanjuro i els homes de Kaido es burlen d'ells dient que la nit anterior van enfonsar els vaixells i van destruir els ponts, evitant que els seus aliats els arribessin. En Ruffy, en Law i en Kidd no perden el cor i ataquen un dels cuirassats enemics, destruint-lo amb facilitat. Mentre discuteixen sobre qui hauria de destruir els altres, Kyoshiro arriba amb els seus homes i, sorprenent a tothom, talla un altre dels vaixells de Kaido en dos. | |                        |                            |
| 979 | Força afortunat?! El pla del líder Kin'emon Kyōun!? Rīdā Kin'emon no ikkē (強運！？ リーダー錦えもんの一計)                                                           | 20 de juny de 2021     | -                          |
| Kyoshiro revela als seus companys que és Denjiro, emportant-se amb ell els homes del seu clan i els samurais que havien estat arrestats per endavant. El seu vaixell també és seguit per tots els aliats reunits per Kin'emon i els altres, que no han estat afectats pel sabotatge dels homes d'Orochi. De fet, Denjiro elogia Kin'emon per haver-se equivocat deliberadament en interpretar el missatge modificat per Yasuie abans de morir, per enganyar al traïdor: en realitat ha interpretat malament la interpretació, comentant que va tenir un cop de sort increïble. Mentrestant, Kawamatsu torna ràpidament a la costa i ataca a Kanjuro, que s’escapa amb Momonosuke volant-se amb un ocell creat amb els seus poders. | |                        |                            |
| 980 | Promesa de llàgrimes! El segrest de Momonosuke Namida no yakusoku! Sarawareta Momonosuke (涙の約束！ さらわれたモモの助)                                              | 27 de juny de 2021     | -                          |
| Usopp i Sanji intenten aturar Kanjuro, però crea un núvol de tinta que vessa una pluja de fletxes sobre la flota, tapant la seva fugida. Momonosuke està desesperat inicialment, però recordant les paraules d'en Ruffy, crida a tothom que no pensi en ell i que derroti a Kaido i Orochi. En Ruffy, agraint el seu coratge, li promet que vindrà a salvar-lo. Mentrestant, l’últim vaixell enemic s’allunya cap a Onigashima i comença a atacar els vaixells samurais amb armes de llarg abast. Mentre la flota intenta escurçar la distància per atacar-la, el vaixell és destruït de sobte per algú que surt de l’aigua: quan s’acosten, descobreixen que és obra de Jinbe, que ha tornat com es va prometre unir-se a la tripulació del barret de palla. | |                        |                            |
| 981 | Un nou company! Jinbe, el cavaller del mar! Arata na nakama! Kaikyō no Jinbē! (新たな仲間！ 海侠のジンべエ！)                                                         | 4 de juliol de 2021    | -                          |
| Les fundes vermelles modifiquen el seu pla d’atac, probablement conegut per l'enemic, a proposta de Trafalgar Law. Conscients que en Ruffy i en Kid voldran atacar des de la part davantera, els samurais i els visons obviaran l'entrada principal, mentre que Law portarà les fundes vermelles a l'entrada posterior, on pretenen sorprendre a Kaido per derrotar-lo. Mentrestant, en Ruffy i la seva tripulació ataquen l'entrada principal, evitant trets de canó gràcies a les habilitats de timó de Jinbe, i prenen als soldats de guàrdia. | |                        |                            |
| 982 | Trunfo de Kaido - entren en escena els sis companys voladors Kaidō no kirifuda - Tobi Roppō tōjō (カイドウの切り札 飛び六胞登場)                                      | 11 de juliol de 2021   | -                          |
| Kaido es queixa de la manca d’assistència del seu fill al banquet i es prepara per rebre els Sis Companys Voladors, els oficials més destacats després de Jack, King i Queen. Mentrestant, aquest últim inicia la gran festa a la sala principal d'Onigashima entre els seguidors de Kaido i Orochi. Mentrestant, Law, Kin'emon i tots els altres arriben a l'entrada principal i descobreixen que en Ruffy i la seva tripulació ja han arrasat la fortalesa que defensa l'illa: galvanitzats per aquesta primera victòria, llancen un atac per aterrar a l'illa. En Ruffy i la seva tripulació, que estaven a punt de brindar per l'entrada de Jinbe a la tripulació, decideixen ajornar-la, volent celebrar-ho amb tothom després de la derrota de Kaido i Orochi. | |                        |                            |
| 983 | La serietat dels samurais! Desembarcament a Onigashima Samurai-tachi no honki! Ichimi Onigashima jōriku (侍たちの本気！ 一味鬼ヶ島上陸)                               | 18 de juliol de 2021   | -                          |
| Law amb algunes de les beines vermelles es dirigeix cap a l'entrada posterior amb el seu submarí per superar els corrents marins. Mentrestant, Kin'emon i Denjiro desembarquen a l'entrada principal amb tots els altres samurais, enfonsant els seus vaixells perquè per a ells no hi ha idea d'escapar ni retirar-se. Utilitzant els poders de la seva fruita del diable, Kin'emon canvia els vestits de tots els samurais i les tripulacions d'en Ruffy i Kid, donant-los l'aparença dels subalterns de Kaido per facilitar la infiltració. | |                        |                            |
| 984 | Enutja d'en Ruffy? Infiltrant-se en el banquet de Kaido Rufi bōsō!? Sennyū Kaidō no utage (ルフィ暴走！？ 潜入カイドウの宴)                                           | 25 de juliol de 2021   | -                          |
| Kin'emon i Denjiro condueixen els samurais per evitar els enemics a banda i banda, mentre que Kid i la seva tripulació entren a l'entrada principal sense estar interessats en el seu pla, seguit d'en Ruffy i en Zoro que tenen la intenció d'aturar-los abans de comprometre les coses. Mentrestant, Franky extreu el tanc Branchio i el rinoceront negre de la nau, amb els quals la tripulació té intenció de continuar amb l'atac. Mentrestant, en Ruffy i en Zoro, van arribar a la sala principal, presenciant el malbaratament de menjar i begudes pels homes de Kaido que, a més, es burlen dels famolencs habitants de Wano: davant això, tots dos ja no poden aguantar-se i mirar. | |                        |                            |
| 985 | Sentiments cap a O-Tama - l'atac d'en Ruffy O-Tama e no omoi - Rufi ikari no ichigeki (お玉への思い ルフィ怒りの一撃)                                                 | 1 d'agost de 2021      | -                          |
| Els sis companys voladors són rebuts per Kaido, que els confia la tasca de trobar el seu propi fill Yamato, sobre qui pretén fer un anunci més tard. Qui el trobi podrà desafiar a una de les tres estrelles de primera i ocupar el seu lloc. Mentrestant, en Ruffy treu la seva frustració pels menors de Kaido que malgastaven menjar, provocant estralls. Zoro s'uneix a ell obrint-se camí a través d'altres subordinats i preguntant-li per què ha estat descobert. Quan en Ruffy es justifica dient que malgastaven menjar, ell respon que té raó. | |                        |                            |
| 986 | Música lluitadora! La capacitat d'atacar en Ruffy! Tatakau myūjikku! Rufi o osou nōryoku! (戦う音楽！ ルフィを襲う能力！)                                             | 8 d'agost de 2021      | -                          |
| En Ruffy i en Zoro es tornen salvatges enfrontant-se als innombrables subordinats de Kaido. En adonar-se’n, Queen ordena a tots els presents que els capturin, prometent com a recompensa el lloc d’un dels sis companys voladors que pretén desfer-se del mateix dia. Apoo ataca en Ruffy i en Zoro amb els seus poders de llarg abast, que inicialment no entenen d’on provenen els atacs. Kid, adonant-se de la presència d'Apoo i guardant rancor cap a ell per la traïció de la seva aliança, també surt colpejant-lo amb un poderós puny de metall. | |                        |                            |
| 987 | El somni trencat? La trampa per atraure Sanji Yume yabureru!? Sanji o izanau wana! (夢やぶれる！？ サンジを誘う罠！)                                                  | 15 d'agost de 2021     | -                          |
| Kid i la seva tripulació comencen a enfrontar-se als homes de Kaido, quan se'ls uneix en Ruffy i en Zoro que els recorden que l'objectiu és Kaido. Atacat de nou pels poders d'Apoo, Killer revela que n'hi ha prou amb tapar les orelles per no escoltar-la i evitar-ne els efectes. Mentrestant, Kin'emon i el seu grup arriben al barri vermell no present en els antics projectes que tenien. Sanji corre a dins, però surt desanimat poc després d'haver-lo trobat buit: els ocupants de fet s'han vist atrets per l'atac de Ruffy i Kid, de manera que el grup de Kin'emon procedeix sense molèsties. Mentrestant, Who's Who es pregunta de quina de les Reines dels sis companys voladors es vol desfer, comentant que ell també vol fer el mateix. | |                        |                            |
| 988 | Arriben reforços! El comandant del pirata de Barbablanca! Engun tōchaku! Shirohige kaizokudan no taichō! (援軍到着！ 白ひげ海賊団隊長！)                              | 22 d'agost de 2021     | -                          |
| Kin'emon i el seu grup creuen el moll del barri vermell quan veuen una ombra: tothom té temps per amagar-se, excepte Chopper amb el tanc Brachio, que es troba cara a cara amb Big Mom. la ciutat de Wano, però de nou són llançats per Marco, que ha arribat a l'illa juntament amb Nekomamushi i els seus seguidors. Mentrestant, Kaido i Orochi discuteixen sobre Kanjuro preguntant-se si coneix algun secret sobre Raftel confiant en ell des d'Oden. En aquest mateix temps, el mateix Kanjuro els arriba amb Momonosuke, després d'haver obert camí per la força entre els homes de Kaido que el consideraven un enemic. Mentrestant, en Ruffy i en Zoro es perden i se separen mentre intenten arribar a Kaido, continuant enfrontant-se als seus subalterns. | |                        |                            |
| 989 | Un jurament d'home! La ferotge batalla del tanc Brachio Otoko no chikai! Gekitō Burakio Tanku (漢の誓い！ 激闘ブラキオタンク)                                         | 29 d'agost de 2021     | -                          |
| Big Mom reconeix a Chopper i persegueix el tanc Brachio que s’escapa amb ell i Usopp a bord. Kanjuro alarma a Orochi i Kaido que el pla per sabotejar l'atac de Red Sheaths ha fracassat i Fukurokuju confirma que en Ruffy i altres pirates han estat vistos a la sala principal, tot i que tranquil·litza a Orochi que, estant totes les seves forces a l'illa, es troba al lloc més segur possible. Mentrestant, el Nekomamushi, Marco i Izo es dirigeixen cap a Onigashima elaborant un pla d'atac. Mentrestant, Denjiro i el seu grup topen amb Sasaki que, coneixent Kyoshiro, baixa la guàrdia i, per tant, és capturat i encadenat amb manilles d'agalmatolita. Mentrestant, Kin'emon i els altres continuen el seu atac, mentre que Nami, Carrot i Shinobu s'uneixen amb Prometeu. En un altre lloc, Ulti i Page One topen amb en Ruffy mentre buscaven el fill de Kaido. | |                        |                            |
| 990 | Tro Bagua! L’aparició del fill de Kaido Raimei Hakke! Tōjō Kaidō no musuko (雷鳴八卦！ 登場カイドウの息子)                                                            | 5 de setembre de 2021  | -                          |
| Ulti ataca en Ruffy i, adonant-se de la seva força, ella i Page One es transformen en dinosaures gràcies al seu fruit del diable. En Ruffy aconsegueix eliminar la primera pàgina, però és bloquejat per Ulti: abans que aconsegueix alliberar-se, arriba un misteriós individu emmascarat que fa caure a Ulti amb el seu club. L’individu es dirigeix a en Ruffy per confirmar la seva identitat, després l’agafa feliçment i fuig amb ell perseguit pels enemics. Mentre corren, explica que es diu Yamato i que és el fill de Kaido | |                        |                            |
| 991 | Enemic? Aliat? En Ruffy i en Yamato Teki ka? Mikata ka? Rufi to Yamato (敵か？味方か？ ルフィとヤマト)                                                                | 12 de setembre de 2021 | -                          |
| Big Mom abandona la caça del tanc Brachio quan Prometeu li adverteix que ha trobat Zeus amb Nami. Mentrestant, Robin i Jinbe arriben a l'escenari principal, barrejant-se amb els enemics juntament amb els samurais, quan Orochi mostra a tothom el cadafal instal·lat amb Momonosuke anunciant la seva execució. Mentre Zoro continua obrint-se camí entre els enemics, Yamato explica a en Ruffy que ha de parlar-li en privat. Aquest respon que no té temps i l’ataca dient-li que se n’escapi: Yamato separa els seus cops, pensant que li recorden la seva trobada amb l’Ace. | |                        |                            |
| 992 | Vull ser Oden - el somni de Yamato Oden ni naritai - Yamato no omoi (おでんになりたい ヤマトの思い)                                                                   | 19 de setembre de 2021 | -                          |
| El submarí de Law arriba a la part posterior de l'illa i porta les fundes vermelles a l'entrada posterior, on també s'uneixen el Nekomamushi i l'Izo, mentre que Marco decideix comprovar una forma estranya que es veu al mar. Mentrestant, Kaido arriba a l'escenari, reunint-se amb Orochi i els tres flagells, anunciant el seu projecte "New Onigashima". Mentrestant, en Ruffy dona cinc minuts a Yamato i els dos es refugien en un àtic per parlar. Yamato afirma que haver presenciat l'execució d'Oden el va afectar profundament i més tard va trobar el seu diari, llegint sobre les seves aventures i decidint convertir-se en ell i fer realitat el seu somni. Després es treu la màscara, revelant que és una dona i que en Ruffy li recorda a l’Ace. | |                        |                            |
| 993 | Explosió!? El pany que lliga la llibertat de Yamato! Bakuhatsu!? Yamato no jiyū o shibaru jō! (爆発！？ ヤマトの自由を縛る錠！)                                       | 26 de setembre de 2021 | -                          |
| Les fundes vermelles s’enfronten a Kanjuro i alguns dels homes de Kaido a l'entrada posterior, de manera que Kiku té la confirmació que Kanjuro sempre ha falsificat, jugant un paper. Mentrestant, en Yamato explica a en Ruffy que li hauria agradat portar-se al mar i que li agradaria unir-se a la seva tripulació, però les manilles explosives que li impedeixen eviten: en Ruffy li proposa treure-les. Mentrestant, Kaido continua el seu discurs que s'emet a tota l'illa, anunciant l'aliança amb els pirates de Big Mom, que entra a l'escenari principal després d'haver capturat Nami, Carrot i Zeus. | |                        |                            |
| 994 | Cobertes vermelles entre si - Kikunojō contra Kanjūrō Akazaya ikkiuchi - Kikunojō tai Kanjūrō (赤鞘一騎打ち 菊之丞VSカン十郎)                                         | 3 d'octubre de 2021    | -                          |
| Kaido anuncia que amb Big Mom té intenció de conquerir One Piece i les armes ancestrals, creant un món de violència. Wano es transformarà en un país sense lleis per als pirates, esclavitzant els habitants per produir encara més armes a les fàbriques. Quan Orochi s’hi oposa reclamant el control de Wano i el seu dret de venjança, Kaido el decapita comentant que ja no és útil en el desconcert general. En Ruffy veu el discurs a través de les pantalles i intenta arribar a la sala principal per salvar Momonosuke, demanant ajuda a Yamato. Mentrestant, Kiku s’enfronta a Kanjuro en un duel mentre continua burlant-se dels seus sentiments. Finalment, Kiku el derrota i els Red Sheaths també es reuneixen amb Kin'emon i Denjiro, disposats a atacar Kaido. Mentrestant, aquest últim atorga un ultimàtum als subordinats d'Orochi: convertir-se en pirates al seu servei o enfrontar-se als pirates de les Cent Bèsties al moment. Explica que té la intenció d’iniciar una guerra mundial, traslladar Onigashima a la capital de Wano i nomenar el seu fill Yamato com a nou shogun. | |                        |                            |

## Personatges
Personatges de la temporada 20
Els personatges poden canviar
- Monkey D. Ruffy
- Roronoa Zoro
- Nami
- Usopp
- Vinsmoke Sanji
- Tony Tony Chopper
- Nico Robin
- Franky
- Brook
- Jinbe
- Trafalgar Law
- Kin'emon
- Raizo
- Kozuki Momonosuke
- Kurozumi Orochi
- Kurozumi Kanjuro
- King
- Queen
- Kaido
- Big Mom
- Basil Hawkins
- X Drake
- Eustass Kid
- Killer
- Inuarashi i Nekomamushi
- Kozuki Oden
- Kozuki Hiyori
- Hyogoro
- Denjiro
- Kawamatsu
- Ashura Doji
- Jack